# Liste der Straßen und Plätze der Stadt Bad Reichenhall

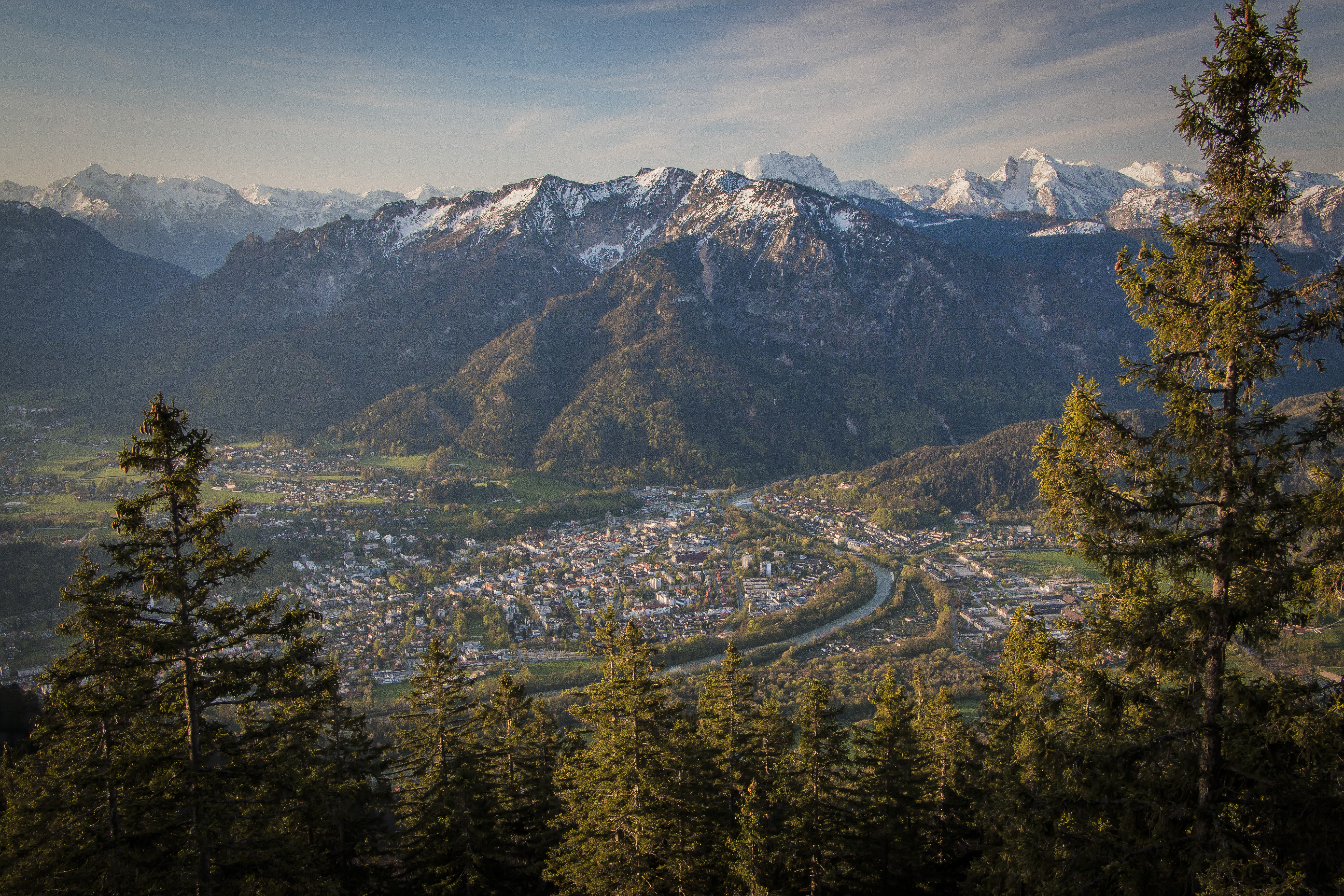
Blick auf Bad Reichenhall, im Hintergrund das Lattengebirge

Die Liste der Straßen und Plätze der Stadt Bad Reichenhall beschreibt das Straßensystem einschließlich benannter Wege mit den entsprechenden historischen Bezügen. Sie erhebt keinen Anspruch auf Vollständigkeit.

## Einleitung

### Geschichtliche Entwicklung

Stadtplan von 1817, vor dem Stadtbrand von 1834

Die Entwicklung der Straßen und Plätze der Stadt Bad Reichenhall war über Jahrhunderte hinweg einem stetigen Wechsel unterworfen und ist es – wenn auch nur in einem sehr kleinen Umfang – bis heute noch. Maßgeblich prägend für das Stadtbild war der wichtigste Wirtschaftszweig der Stadt – die Salzerzeugung aus Sole in der Saline – und die damit einhergehenden Brandkatastrophen, die zuletzt 1834 die Stadt und ihre Bewohner heimsuchten. In jüngerer Vergangenheit waren es der Kurbetrieb und der damit verbundene Bau von Bädern, Heilanstalten, Sanatorien, Villen, Pensionen und Hotels ab der Mitte des 19. Jahrhunderts sowie die Bombardierung der Stadt am 25. April 1945 durch alliierte Bomberverbände.
Ab dem Ende des Zweiten Weltkriegs kam es, insbesondere in den inzwischen zur Stadt gehörenden, damals noch eigenständigen Gemeinden Karlstein und Marzoll, zu einer umfassenden Schaffung von Wohnraum für die wachsende Bevölkerung der Stadt. 1952 wurde mit dem schrittweisen Bau der Umgehungsstraße (B20/B21/Loferer Straße) begonnen. Diese leitet den Fernverkehr von und nach Salzburg, dem salzburgischen Pinzgau und Tirol sowie über die Deutsche Alpenstraße in Richtung Inzell, Ruhpolding und Traunstein an der Stadt vorbei. 1952 und 1953 erfolgte der Bau des nördlichen Teils bis zur Reichenbachstraße. In diesem ersten Schritt konnte der Durchgangsverkehr am nördlichen Teil der Stadt und des Innenstadtbereichs vorbeigeleitet werden. 1966 begann der Bau des südlichen Abschnitts der Loferer Straße, der Bau der Kretabrücke und des Verkehrsverteilers Süd. 1968 wurde der Stachus umgestaltet. In der Zeit zwischen 1954 und 1965 wurden schrittweise Maßnahmen zur Einschränkung des Verkehrs eingeführt. Bereiche der Stadt – insbesondere das Kurviertel – wurden zu bestimmten Ruhezeiten mittags und nachts für Kraftfahrzeuge gesperrt und Motorräuder aus dem kompletten Innenstadtbereich ausgeschlossen. Die Salzburger Straße wurde nachts zwischen 24 und 6 Uhr durch Schranken abgesperrt.

Stadtplan von 1865 nach dem Neubau der Alten Saline

1968 wurde mit dem Bau einer innerstädtischen Tangente als neue Nord-Süd-Achse begonnen, um den Altstadtbereich und das Kurviertel zu entlasten. Der Bau dauerte insgesamt zehn Jahre, kostete 15,5 Millionen DM und umfasste den Neubau der Münchner Allee, den neu angelegten Bahnhofsplatz und den Straßendurchbruch am Gradierwerk.
Ab 1974 wurde die ursprüngliche Hauptverkehrsachse durch die Stadt (Salzburger Straße, Ludwigstraße, Salinenstraße, Kammerbotenstraße) im Bereich der oberen Salzburger Straße und der Ludwigstraße als Fußgängerzone ausgewiesen und entsprechend umgestaltet. Für die Gestaltung der Fußgängerzone wurde Bad Reichenhall 1979 mit dem Europa-Nostra-Preis ausgezeichnet. Bis auf die letzten verbleibenden Bahnübergänge im Stadtgebiet an der Teisendorfer und Frühlingstraße wurden alle Übergänge durch Unterführungen ersetzt, der Übergang am Tiroler Tor entfiel ersatzlos. Heute bewegt sich der Straßenverkehr hauptsächlich über den Straßenzug Münchner Allee, Bahnhofplatz, Bahnhofstraße, Wittelsbacherstraße und Innsbrucker Straße durch die Stadt. Die Kretabrücke und der Verkehrsverteiler Süd wurden in den 1960er und 1970er Jahren errichtet. Der Verkehr in Richtung Thumsee und Deutsche Alpenstraße läuft seitdem nicht mehr über die denkmalgeschützte Luitpoldbrücke und die alte Thumseestraße, sondern über die Kretabrücke und die neu errichtete Staatsstraße 2101. Anfang der 1990er Jahre wurden der Rathausplatz und die Poststraße ebenfalls als Fußgängerzone ausgewiesen, sind jedoch auch für Fahrradfahrer freigegeben. Mitte der 1990er Jahre wurde die Ampel am Gablerknoten entfernt und durch einen großzügig angelegten Verkehrsverteiler mit Abschleifern und einer Unterführung ersetzt, um dem täglichen Stau zu Stoßzeiten entgegenzuwirken.
Viele der Straßen in Bad Reichenhall trugen im Lauf der Zeit unterschiedliche Namen. Grund hierfür waren sowohl gesellschaftliche als auch wirtschaftliche Veränderungen innerhalb der Stadt. Ein Milchplatz (heutige Waaggasse hinter dem Alten Rathaus) oder eine Pferdeschwemme (heute Unterer Lindenplatz) haben im Laufe der Zeit ihre Bedeutung verloren. Auch bedingt durch größere Umstrukturierungen innerhalb der Stadt nach Bränden – insbesondere nach dem letzten großen Stadtbrand 1834 – änderten sich die Namen der Straßen. Die letzten großen Änderungen passierten während und nach der Zeit des Dritten Reiches als die Namen jüdischer Bürger aus den Straßennamen verbannt wurden und viele Straßen nach Persönlichkeiten des Dritten Reiches benannt wurden. Diese Änderungen wurden nach dem Ende des Zweiten Weltkriegs zum Teil rückgängig gemacht, zum Teil erhielten die Straßen neue oder andere Namen. Die Namen jüdischer Mitbürger fanden jedoch nur langsam wieder Einzug. Auch nach der Gebietsreform musste ein Teil der Straßen umbenannt werden, um doppelt vergebene Straßennamen nach der Eingemeindung von Karlstein und Marzoll zu vermeiden.

### Straßennamen

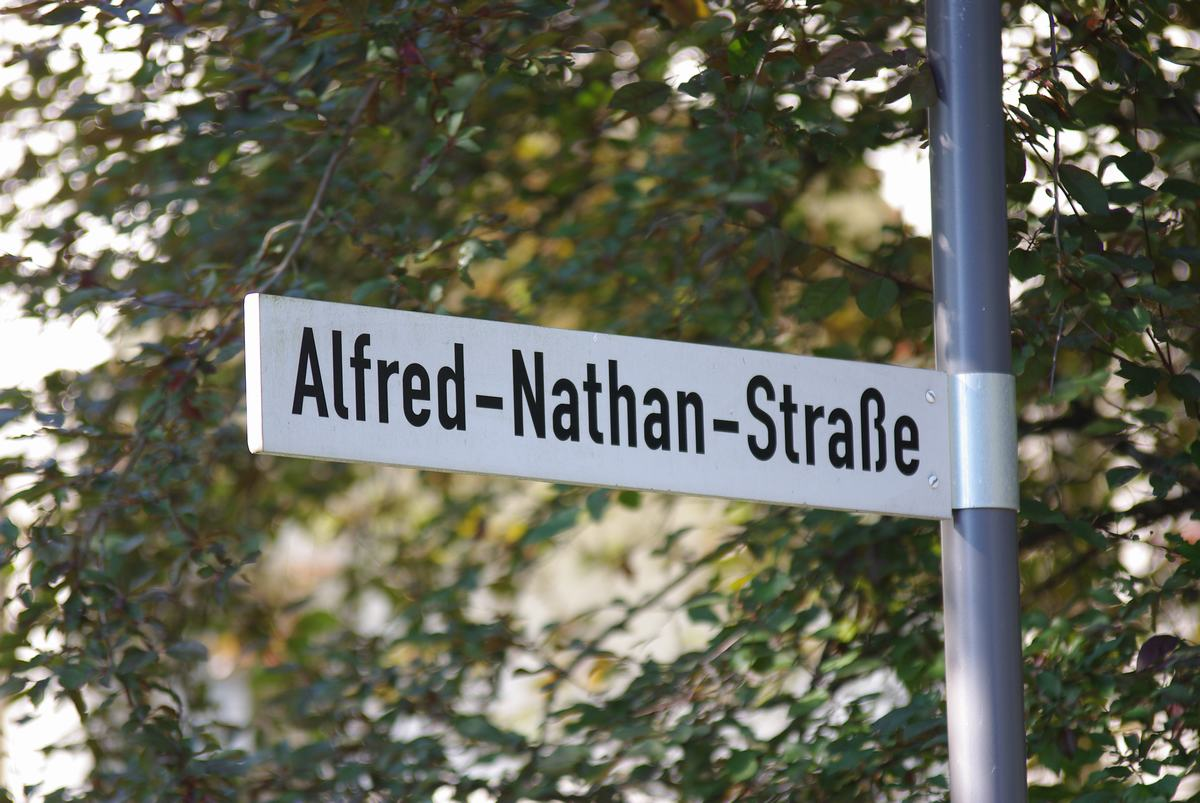
Typisches Straßenschild in Bad Reichenhall

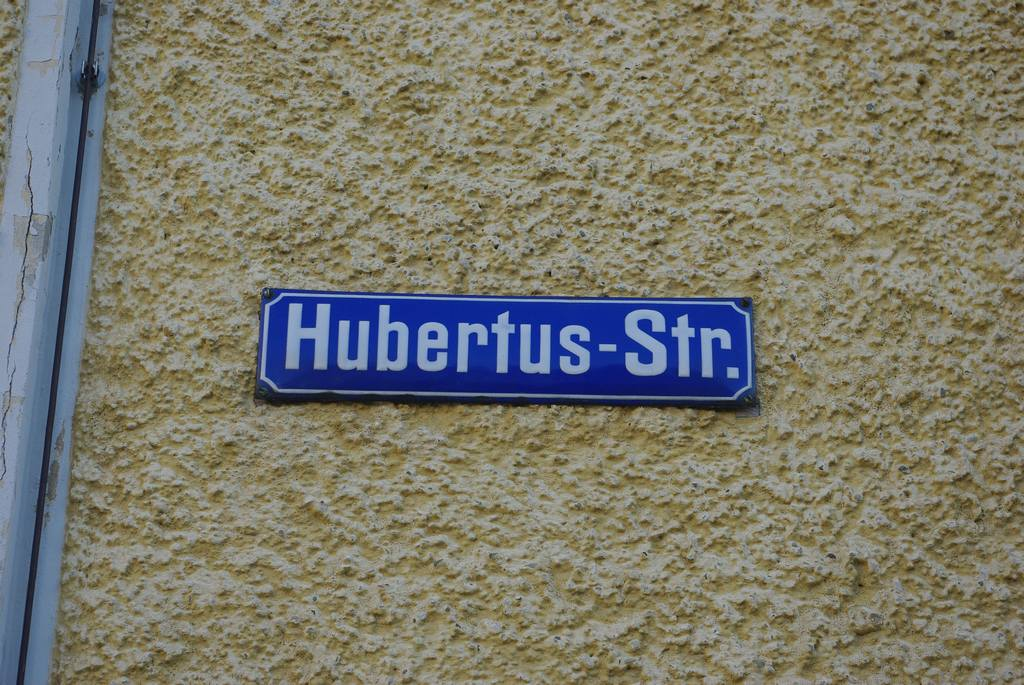
Altes Emailleschild mit veralteter Schreibweise

Die Vergabe der Straßennamen folgt dem Muster, das man so auch in vielen anderen deutschen Städten findet. Einige der Ausfallstraßen wurden nach den Orten oder Ländern benannt, in deren Richtung sie führen bzw. führten (Salzburger Straße, Tiroler Straße, Berchtesgadener Straße). Andere sind nach in der Nähe befindlichen Bauwerken benannt (z. B. Salinenstraße nach der Alten Saline, Am Münster nach dem Münster St. Zeno, der Schloßberg nach dem Schloss Marzoll) oder der Rathausplatz. Viele sind Personen gewidmet, die entweder in Bad Reichenhall gewirkt haben (z. B. Wörgötterplatz, Max-Zugschwerdt-Straße, Reichenbachstraße, Karl-Weiß-Straße, Alfred-Nathan-Straße, Hofrat-Harl-Straße) oder die entsprechend berühmt wahren (z. B. Ludwig-Thoma-Straße, Adalbert-Stifter-Straße, Barbarossastraße, Beethovenstraße, Goethestraße, Von-Martius-Straße). Die Schmalschlägerstraße in Karlstein ist die einzige Straße der Stadt, die nach ihrem Erbauer benannt ist. Auch viele Hof-, Haus- und Flurnamen (z. B. Am Eisenbichl, Froschhamer Weg, Weitwiesenring, Vogelthennstraße, Rauchbichl, Langackerstraße oder der Garneiweg) sowie einige der die Stadt umgebenden Berge (z. B. Staufenstraße, Zwieselstraße, Müllnerhorngasse, Untersbergstraße) finden sich in den Straßennamen wieder.
Die Blumen- und Baumstraßen der Neubaugebiete der 1960er, 1970er und 1980er Jahre weisen eine Besonderheit auf. Damals wurde seitens der Stadt entschieden, welche Bereiche Blumen- oder Baumnamen tragen, über die Straßennamen selbst durften die Anwohner entscheiden. Und so kommt es, dass anstatt für die Gegend typische Alpenblumen wie Edelweiß, Enzian, Hahnenfuß oder Distel die Straßen nun die Namen von Tulpe, Lilie, Nelke, Aster und Rosen tragen.
Weitere Straßen mit sog. Kunstnamen sind in Bad Reichenhall z. B. der Bergweg, der Gartenweg oder der Blumenweg. Hier wurde versäumt, Straßen den Personen zu widmen, die einen sehr starken historischen Bezug zur Stadt haben. Im konkreten Fall sind dies unter anderem Wilhelm Barth (Leiter der Philharmonie), Ernst Baumann (bekannter Berg- und Sportfotograf, der auch hunderte Motive für Reichenhaller Ansichtskarten fotografiert hat), Johann Sebastian von Clais (Erneuerer der bayerischen Salinen), Georg von Cornet (Tuberkuloseforscher), Wiguleus Fröschl von Marzoll (Fürstbischof von Passau), Joseph Gungl (Begründer des Reichenhaller Kurorchesters), Sebastian Hinterseer (bedeutender Heilpraktiker), Josef „Pewo“ Pertsch (einer der besten alpinen Skirennläufer seiner Zeit, hielt lange den Rekord für die Nordabfahrt des Predigtstuhls, gefallen im 1941 im Alter von 21 Jahren am Fuße des Olymp), Anderl Hinterstoißer (bekannter Kletterer, verunglückt in der Eiger-Nordwand), Viktoria Savs (Frontsoldatin im Ersten Weltkrieg, das „Heldenmädchen von den Drei Zinnen“), Josef Maurer (Archäologe, leitete die wichtigen Ausgrabungen im Langackertal und an der heutigen Schmalschlägerstraße), Fritz Schön (bedeutender Zahnmediziner), Alois Seethaler (Hotelier und Initiator zahlreicher Einrichtungen) sowie Fritz Hofmann (Stadtheimatpfleger, Initiator zur Gründung des Vereins für Heimatkunde Bad Reichenhall und Umgebung).
Der Lungenfacharzt Gustav Ortenau musste aufgrund seiner jüdischen Abstammung 1938 aus Bad Reichenhall fliehen, dem bei den Bürgern der Stadt beliebten Arzt wurde der Ortenaupark gewidmet.

### Beschilderung

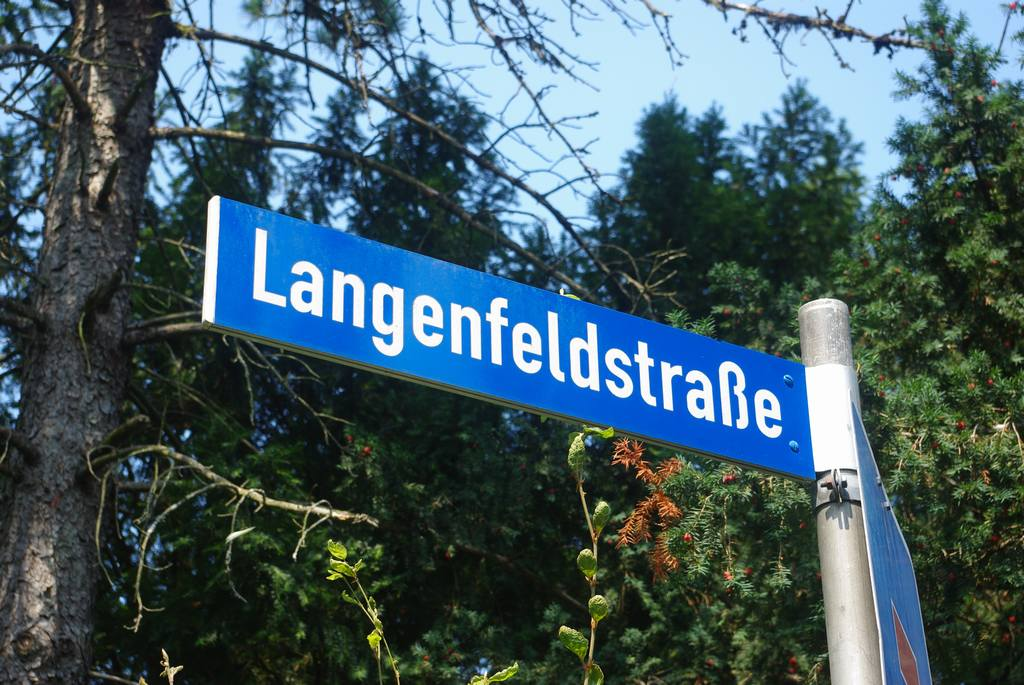
Schild an der Langenfeldstraße, die zum Teil auf dem Gebiet von Bayerisch Gmain liegt

Seit den 1970er Jahren kommen in Bad Reichenhall üblicherweise hellgraue, rechteckige Straßenschilder aus einer Aluminiumlegierung mit schwarzer Schrift in Druckbuchstaben zum Einsatz. Diese Schilder werden auf eigenen Masten aufgestellt oder an vorhandenen Straßenlaternen oder Ampelmasten befestigt, sofern sich diese an einer geeigneten Stelle befinden. Vor den 1970er Jahren wurden blau emaillierte Blechschilder mit einer weißen Schrift und einem weißen Rahmen verwendet. Diese alten Schilder sind nur noch selten zu finden. In Gebieten mit altem Häuserbestand wurden sie jedoch nicht immer ausgetauscht. Für diese Schilder wurde oft eine damals übliche Schreibweise mit Bindestrich verwendet, anstatt Turnergasse steht deshalb an der Fassade des ehemaligen Tigerwirt immer noch Turner-Gasse sowie am Kindergarten in St. Zeno Kloster-Straße und Hubertus-Straße anstatt Klosterstraße bzw. Hubertusstraße.
Eine Besonderheit weist die Langenfeldstraße auf. Diese liegt zum Teil auf dem Gebiet der Stadt Bad Reichenhall, zum Teil auf dem Gebiet der Nachbargemeinde Bayerisch Gmain. Die Zufahrt in diese Sackgasse ist nur über Bayerisch Gmain möglich, weshalb hier ein anderes Schild Verwendung findet. Bayerisch Gmain verwendet zwar die gleichen modernen Materialien wie Bad Reichenhall, das Erscheinungsbild ist aber angelehnt an ältere Straßenschilder und ist weiterhin in weißer Schrift auf blauem Grund ausgeführt.

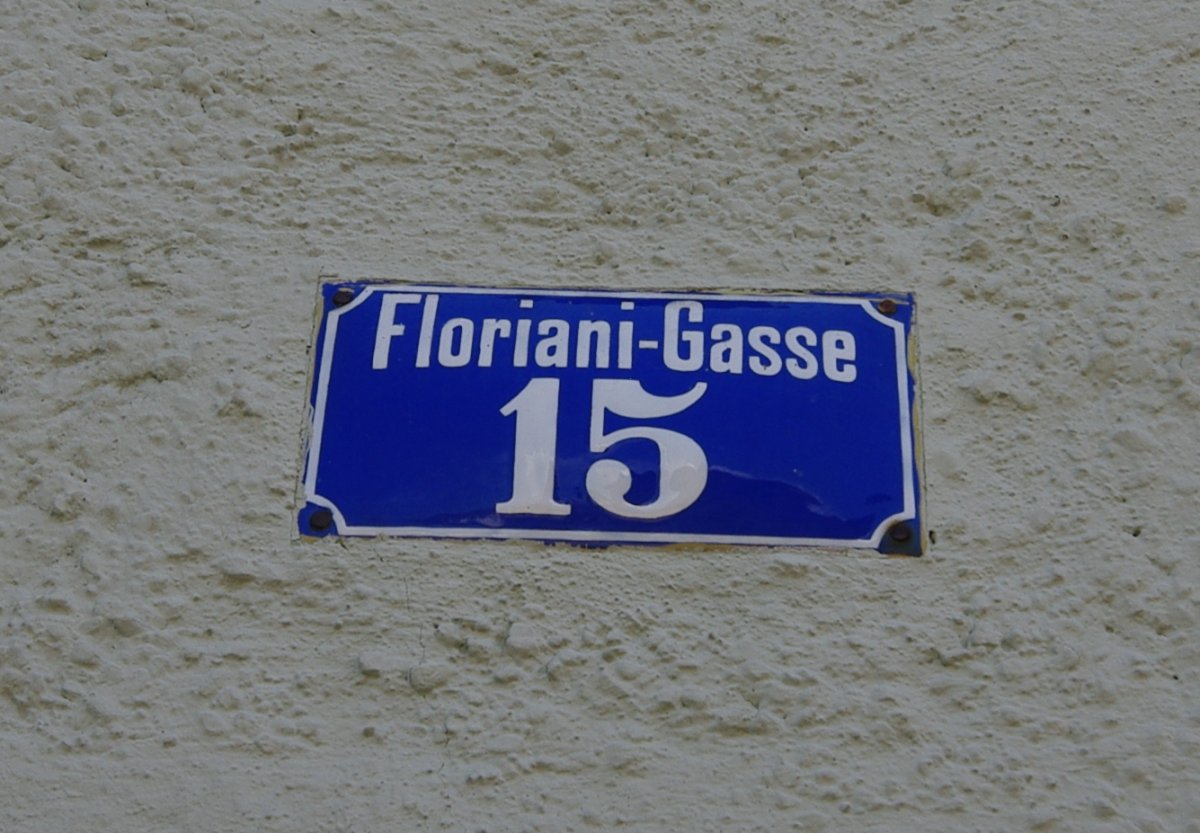
Alte Hausnummer mit alter Schreibweise am Florianiplatz

### Hausnummern
Die Vergabe der Hausnummern folgt meist dem üblichen Muster der Orientierungsnummerierung. In Gebieten mit altem Häuserbestand oder in sehr verwinkelten Straßen/Gassen kann aber von diesem Muster abgewichen werden wie z. B. in der Alten Saline, der Dreifaltigkeitsgasse oder in Glück im Winkel. Die Ortsteile Thumsee und Nonn der ehemals eigenständigen Gemeinde Karlstein weisen ohne den Zusatz im, am bzw. Straße, Platz oder Gasse nur Hausnummern auf. Die Häuser sind durchlaufend nummeriert, eine klare Trennung zwischen geraden und ungeraden Hausnummern gibt es auch nicht immer. Nonn teilt sich auf in das Nonner Unterland in der Nähe des Nonner Stadions und des Nonner Kircherls und das Nonner Oberland, das zwischen dem Sportplatz der Kaserne, der Padinger Alm und dem Listwirt liegt. Neben Nonn gibt es im Reichenhaller Stadtgebiet nur noch in der Frühlingstraße und im Ortsteil Marzoll in der Reichenhaller Straße Hausnummern, die dreistellig sind.

### Besonderheiten
Straßen sind als Adressbezeichnung aufgrund ihres Namens meist als solche zu erkennen. In Bad Reichenhall gibt es jedoch etwa ein Dutzend solcher Adressen, die ohne einen entsprechenden Zusatz wie Straße, Allee, Gasse, Weg, Promenade, Platz bzw. im und am verwendet werden. Dies sind Alte Saline, Bruckthal, Buchenhof, Fischerbräuwiese, Glück im Winkel, Nesselgraben, Nonn, Nonner Au, Rauchbichl, Rehwinkel und Thumsee.

## Übersicht der Straßen und Plätze der Stadt Bad Reichenhall
Die nachfolgende Tabelle gibt eine Übersicht über die vorhandenen Straßen und Plätze Bad Reichenhalls sowie einige dazugehörige Informationen. Im Einzelnen sind dies:
- Name/Geoposition: aktuelle Bezeichnung der Straße oder des Platzes. Über den Link „Standort“ kann die Straße oder der Platz auf verschiedenen Kartendiensten angezeigt werden.
- Namensherkunft: Ursprung oder Bezug des Namens. Bei offensichtlichen Namen wie Bahnhofstraße erfolgt keine Erläuterung.[5]
- Lage: Angabe des Anfangs- und des Endpunkts bei Straßen bzw. wichtiger mündender Straßen bei Plätzen.
- Anmerkungen: Weitere Informationen bezüglich anliegender Institutionen, der Geschichte der Straße, historischer Bezeichnungen, Baudenkmale usw. In der Liste der Baudenkmäler in Bad Reichenhall finden sich alle Baudenkmäler der Stadt, die nach Ortsteilen und Straßen sortiert sowie durchgehend bebildert sind.

Ehemalige oder nicht mehr gültige Straßennamen sind in dieser Spalte kursiv gesetzt.
- Bild: Foto der Straße / des Platzes oder eines wichtigen, sich dort befindlichen Objekts. Weitere Bilder finden sich in der Galerie der Straßen und Plätze in Bad Reichenhall auf Wikimedia Commons.

| Name/Geoposition                             | Namensherkunft | Lage | Anmerkungen | Bild                                                          |
| -------------------------------------------- | --- | --- | --- | ------------------------------------------------------------- |
| Adalbert-Stifter-Straße (Standort)           | Benannt nach dem österr. Dichter und Maler Adalbert Stifter. | Verbindung von der Ludwig-Thoma-Straße zur Frühlingstraße. | |                                                               |
| Adolf-Bühler-Weg (Standort)                  | Adolf Bühler, Buchhändler, Verleger, Kartograph, Historiker, * 25. August 1931 in Landau/Pfalz, † 15. April 1908 in Bad Reichenhall. Bühler war von 1854 bis 1866 Hauptmann des Jägerbataillons auf dem Gruttenstein. Er verfasste mehrere zur damaligen Zeit herausragende Führer von Bad Reichenhall. Er war Mitbegründer und Lehrer an der Fortbildungsschule und Gründer des Historischen Vereins. | Verbindet den Kaiserplatz mit der Kurstraße, überwiegend Fußgängerverbindungsweg. | Hieß bis ca. 1920 Promenadestraße und bis 1932 Parkweg. |                                                               |
| Adolf-Schmid-Straße (Standort)               | Dr. Adolf Schmid, Ehrenbürger, * 29. September 1846 in Erlangen, † 14. Dezember 1908 in Berlin, Königl. Hofrat, Kurarzt. Förderte ab 1873 die Entwicklung des Kurbetriebs, führte die Hydrotherapie als wichtigstes Kurmittel ein und gründete eine Kinderheilstätte. | Zweigt von der Salzburger Straße ab und führt über die Abzweigung Richard-Wagner-Straße und Beethovenstraße zur Stadtgrenze.                                                                                                 | Hieß bis ca. 1920 Gmainer Straße. Endet kurz hinter der Beethovenstraße für mehrspurige Fahrzeuge, Fußgänger und Radfahrer können die Schranke jedoch passieren. |                                                               |
| Adolph-Kolping-Weg (Standort)                | Benannt nach Adolph Kolping, Begründer des Kolpingwerks. | Verbindet den Domprobst-von-Lechner-Platz mit der Herzog-Georgen-Straße. | Fußweg |                                                               |
| Aegidigäßchen (Standort)                     | Nach dem hl. Ägidius, Patron der gleichnamigen Kirche. | Liegt zwischen der Poststraße und dem Aegidiplatz. | Führt unter dem Durchgang der Aegidikirche hindurch. |                                                               |
| Aegidiplatz (Standort)                       | Nach dem hl. Ägidius, Patron der gleichnamigen Kirche. | Liegt zwischen Post- und Ludwigstraße, hinter der St.-Ägidius-Kirche und vor dem Alten Feuerhaus (heute Volkshochschule). | Der Aegidiplatz darf nur mit Sondergenehmigung mit Kraftfahrzeugen befahren werden. Dort befindet sich die Volkshochschule Bad Reichenhall, die im Alten Feuerhaus der Stadt untergebracht ist. |                                                               |
| Ahornstraße (Standort)                       | Pflanzengattung der Ahorne | Führt von der Thumseestraße beim Saalachkraftwerk bis zur Einmündung in die Lilienstraße. | Die Ahornstraße liegt in einer Tempo-30-Zone. |                                                               |
| Alfred-Nathan-Straße (Standort)              | Nach Alfred Nathan, ehemaliger Bürger und Wohltäter der Stadt. | Verbindungsstraße zwischen Traunfeld- und Paepkestraße. | Die Alfred-Nathan-Straße hieß früher Pfälzer Straße. |                                                               |
| Alte Saline (Standort)                       | Gebäudeensemble der Alten Saline | Zur Alten Saline gehörige Gebäude wie Sudhäuser, Solereserven, Magazine und Werkstätten. | Die Saline samt angeschlossener Gebäude steht unter Ensembleschutz. Der nördliche und südliche Innenhof können befahren werden, im nördlichen befinden sich u. a. Einzelhändler, eine Apotheke, ein Ärztezentrum sowie Physiotherapeuten. Im südlichen Innenhof ist der Sitz des Eigentümers, eines örtlichen Bauträgers, sowie der Reichenhaller Akademie. Im zentralen Innenhof befindet sich neben Magazinen, Solereserven und Sudhäusern das Hauptbrunnhaus, in dem heute noch Sole gefördert wird. Das Hauptbrunnhaus und weite Teile der unterirdischen Anlagen können im Rahmen von Führungen besichtigt werden. |                                                               |
| Am Einfang (Standort)                        | | Der Einfang befindet sich zwischen der Kaserne und dem Nonner Stadion. | Verkehrsberuhigter Bereich |                                                               |
| Am Eisenbichl (Standort)                     | Nach dem Eisenbichlerhof, Eisenbichl ist zudem ein alter Flurname. | Verbindung zwischen Staufen- und Zwieselstraße. | |                                                               |
| Amerangstraße (Standort)                     | Nach einem ehemaligen Adelsgeschlecht und einer ehemaligen Burg in Karlstein benannt. | Verbindet die Thumseestraße mit der Staatsstraße 2101, kreuzt die Pflegerpointstraße. | Die Amerangstraße liegt in einer Tempo-30-Zone. |                                                               |
| Am Goring (Standort)                         | Flurname | Führt von der Rainthalstraße in Kreisform durch ein Wohngebiet zurück zum Ausgangspunkt, Verbindung zur Straße An der Schanz.                                                                                                | |                                                               |
| Am Kraftwerk (Standort)                      | Benannt nach dem Saalachkraftwerk. | Sackgasse, zweigt in südlicher Richtung von der Thumseestraße ab und endet am Saalachkraftwerk. | Dort befindet sich das Saalachkraftwerk, eines der ältesten sich noch im Dienst befindlichen Bahnkraftwerke Deutschlands. Das Kraftwerk samt Trafohäusern, Betriebsleitergebäude, Unterwasserkanal, Brücke über den Kanal, Staumauer, Einlaufbauwerk und Wasserschloss steht unter Denkmalschutz. Die Bauten werden allesamt der Thumseestraße zugeordnet. |                                                               |
| Am Kreuzweg (Standort)                       | | Verläuft parallel zur Untersbergstraße vom Märzfeld zur Rainthalstraße, kreuzt die Kohlerbachstraße. | |                                                               |
| Am Münster (Standort)                        | Nach dem Münster St. Zeno benannt. | Wohngebäude an der Ecke Salzburger- und Zenostraße. | |                                                               |
| Am Schroffen (Standort)                      | Flurname, später auch Name des Gasthof Schroffen. | Sackgasse, zweigt von der Schroffenstraße ab. | Der Schroffen war ab der Eröffnung in den ersten Jahren des 20. Jahrhunderts ein Aushängeschild und beliebtes Ausflugsziel in der Stadt. Im Gasthaus mit angeschlossener Enzianbrennerei wurden zudem viele Veranstaltungen wie Faschingsfeiern oder Heimatabende durchgeführt. Nachdem die Familie des Gründers und Erbauers Hans Linder den Schroffen veräußerte, gingen auch die Besucherzahlen deutlich zurück. Zuletzt wurde bis etwa 2010 eine Gastronomie betrieben. Der große Saal ist seit den frühen 1990er Jahren wegen Einsturzgefahr gesperrt, die Enzianbrennerei zum Teil bereits verfallen. Der Betrieb der Enzianbrennerei wurde schon vor längerer Zeit nach Hallein bei Salzburg verlegt, dieser befindet sich heute im Besitz der Enzianbrennerei Grassl aus Berchtesgaden und produziert bis heute Enzian und andere Spirituosen unter eigenem Namen. |                                                               |
| Am Ulmenhain (Standort)                      | Pflanzengattung der Ulmen | Siedlung an der Salzburger Straße zwischen Glasergasse, Loferer Straße und Münchner Allee. | Dort befand sich einst das Reichenhaller Hochgericht. |                                                               |
| Am Weißbach (Standort)                       | Nach dem gleichnamigen Bach benannt. | Sackgasse, von der Grenzlandstraße in nördlicher Richtung abzweigend. | |                                                               |
| An der Schanz (Standort)                     | Nach der dortigen frühgeschichtlichen Erdwallanlage benannt. | Sackgasse, von der Rainthalstraße abzweigend. | Die Viereckschanze der Frühen Neuzeit, nach der die Straße benannt ist, befindet sich in direkter Nachbarschaft und ist als Bodendenkmal mit der Nummer D-1-8243-0109 in die Denkmalliste eingetragen. |                                                               |
| Anton-Winkler-Straße (Standort)              | Geistlicher Rat Anton Winkler, * 1. Oktober 1907 in Palling, † 23. Februar 1992 in Bad Reichenhall, Stadtpfarrer von St. Nikolaus, Ehrenbürger. | Verlängerung zwischen der Innsbrucker und Berchtesgadener Straße. | Ursprünglich Schützenstraße und später Teil der Innsbrucker Straße. Direkt an der Anton-Winkler-Straße liegt auch die Pfarrkirche St. Nikolaus, der Ausgang des ehemaligen Tiroler Tors und Teile der mittelalterlichen Stadtmauer von Reichenhall. |                                                               |
| Asternweg (Standort)                         | Nach der Pflanzengattung der Astern | Verbindung zwischen Rosen- und Nelkenstraße. | Der Asternweg befindet sich in einer Tempo-30-Zone. |                                                               |
| Auenstraße (Standort)                        | Liegt in direkter Nachbarschaft der Saalachauen. | Liegt zwischen der Grabenbachstraße und der Teisendorfer Straße. | |                                                               |
| Baderstraße (Standort)                       | Michael Bader, * 1829, † 1898, Hotelbesitzer und Bauunternehmer aus München, erbaute die Hotels Deutscher Kaiser, Goldener Löwe und Panorama sowie diverse Häuser und Villen. | Sackgasse mit Verbindungen zur Tivoli- und Adolf-Schmid-Straße. | |                                                               |
| Bahnhofplatz (Standort)                      | | Vorplatz des Bahnhofes. | | Zentaurenbrunnen vor dem Bahnhof, gestiftet von Alfred Nathan |
| Bahnhofstraße (Standort)                     | | Verlängerung der Münchner Allee, verläuft weiter über die Kur- zur Liebigstraße. An der Frühlingstraße zweigt die Bahnhofstraße in die Wittelsbacherstraße ab, die weiter zur Innsbrucker Straße führt.                      | Während der NS-Zeit (ca. 1938–1945) wurde die obere Bahnhofstraße in Franz-von-Epp-Straße (nach Franz Ritter von Epp) umbenannt. Der Bereich nördlich des Kurgartens zwischen Frühling- und Kurstraße ist heute eine Fußgängerzone. |                                                               |
| Barbarossastraße (Standort)                  | Nach dem deutschen Kaiser Friedrich Barbarossa. | Verbindet die Salzburger Straße mit der Münchner Allee. | |                                                               |
| Beethovenstraße (Standort)                   | Benannt nach dem Komponisten Ludwig van Beethoven. | Zweigt von der Adolf-Schmid-Straße ab, verläuft oberhalb der Richard-Wagner-Straße und endet in einem Fußweg ins Kirchholz.                                                                                                  | Teile der Beethovenstraße liegen auf dem Gebiet der Nachbargemeinde Bayerisch Gmain. Eine Zufahrt ist jedoch nur über Bad Reichenhall und die Adolf-Schmid-Straße möglich. |                                                               |
| Berchtesgadener Straße (Standort)            | Ausfallstraße in Richtung Berchtesgaden. | Verlängerung der Anton-Winkler-Straße ab Bhf. Kirchberg in Richtung Berchtesgaden über Bayerisch Gmain. | An der Berchtesgadener Straße befand sich einst das Gaswerk. |                                                               |
| Bergweg (Standort)                           | | Zweigt von der Rosengasse und Heilingbrunnerstraße ab in Richtung Gmainer Höhe, endet in einem Fußweg. | Seit ca. 1930, zuvor Oberer Gartenweg bzw. Lugerweg. |                                                               |
| Birkenstraße (Standort)                      | Nach der Pflanzengattung der Birken | Verbindet Thumsee-, Pflegerpoint- und Ahornstraße miteinander. | Die Wohngebiete in diesem Bereich sind durchgängig als Tempo-30-Zone ausgewiesen. |                                                               |
| Blumenweg (Standort)                         | | Sackgasse, zweigt in nördlicher Richtung von der Grenzlandstraße ab. | |                                                               |
| Bruckthal (Standort)                         | Flurname | Zweigt von der Langackerstraße in nördlicher Richtung ab, führt als Forststraße weiter bis zum List-Anger und zum Listsee.                                                                                                   | |                                                               |
| Buchenhof (Standort)                         | Benannt nach dem Buchenhof, der sich dort befindet. | Kurz vor dem Grenzübergang Schwarzbach von der B21 abzweigend zum Buchenhof, Sackgasse. | |                                                               |
| Domprobst-Anton-von-Lechner-Platz (Standort) | Dr. Anton von Lechner, * 15. Februar 1844 in Altenbach (Gemeinde Kumhausen bei Landshut), † 7. Januar 1914 in München, Ehrenbürger, Stadtpfarrer. | Platz vor der Pfarrkirche St. Nikolaus. | Dieser Platz hieß bis ca. 1920 Kirchplatz. Die Pfarrkirche St. Nikolaus war damals die größte Kirche in der Stadt, da die Gemeinde St. Zeno erst 1910 in die Stadt eingemeindet wurde. Eine inoffizielle, verkürzte Schreibweise – insbesondere auf den Straßenschildern – lautet: Domprobst-von-Lechner-Platz. |                                                               |
| Dr.-Carl-Schöppner-Straße (Standort)         | Dr. C. Schöppner, * 11. Juli 1865 in Neustadt, † 22. August 1949 in Bad Reichenhall. Kurarzt und Gründer der freiwilligen Sanitätskolonne, Mitglied der freiwilligen Feuerwehr, Vorstand der Liedertafel, gründete die Reichenhaller Schlaraffia und war im Verein der Badeärzte und in der Gesellschaft für innere Medizin sehr engagiert. Schwiegersohn des Ernst Mack, der wiederum der Sohn des Mathias Mack war.                                                                                                 | Sackgasse, zweigt von der Franz-Josef-Straße in westlicher Richtung ab. | Diese Straße wurde bereits zu Lebzeiten des Dr. C. Schöppner nach ihm benannt und hieß davor Fallbacherstraße. |                                                               |
| Dreifaltigkeitsgasse (Standort)              | Nach der christlichen Lehre der Dreifaltigkeit | Sackgasse, zweigt vom Unteren Lindenplatz nördlich der Alten Saline in südlicher Richtung ab. Von dort führt ein Fußweg zur Burg Gruttenstein.                                                                               | In der Dreifaltigkeitsgasse befinden sich vier denkmalgeschützte zweigeschossige Häuser aus dem 17. und 18. Jahrhundert. |                                                               |
| Dr.-Kühne-Straße (Standort)                  | Dr. Otto Kühne, * 24. Juli 1891, † 7. November 1954, langjähriger Chefarzt des Städt. Krankenhauses. Verdienste um die Entwicklung der antibiotischen Therapie der chronischen Bronchitis. | Parallelstraße der Reichenbachstraße ab Riedelstraße bis zur Franz-Josef-Straße. | Bis ca. 1950: Platanenweg. |                                                               |
| Edelweißstraße (Standort)                    | Benannt nach dem Edelweiß. | Sackgasse, zweigt von der Mayerhofstraße in nordöstlicher Richtung ab. | |                                                               |
| Egerländer Weg (Standort)                    | | Verbindung von der Rinckstraße zur Hubertusstraße am Kirchholz entlang. | Fußweg, hieß bis 1980 Kellerweg, bis 1950 Bühlerweg und bis ca. 1920 Unterer Gartenweg. |                                                               |
| Erasmus-Grasser-Promenade (Standort)         | Benannt nach dem Bildhauer Erasmus Grasser, der Anfang des 16. Jahrhunderts die Saline der Stadt grundlegend sanierte und technisch verbesserte. | Liegt zwischen Salzburger Straße und Münchner Allee | Benutzung für Kraftfahrzeuge nicht erlaubt. |                                                               |
| Fagererweg (Standort)                        | Nach dem Fagererhof und einem alten Flurnamen (Fager/Vager). | Führt von der Einmündung des Sieben-Palfen-Weges in die Schmalschlägerstraße bis zur Zwieselstraße | Der Fagererweg ist unbefestigt. |                                                               |
| Fallbacherstraße (Standort)                  | Josef Fallbacher, * 1860 in Bad Reichenhall, † 1938 in Chicago. Wohltäter und Ehrenbürger. | Sackgasse, zweigt von der Friedrich-von-Schenk-Straße südöstlich ab. | Hier befanden sich einige Salinenwerkstätten. Zwei noch erhaltene Häuser stehen unter Denkmalschutz. |                                                               |
| Fischerbräuwiese (Standort)                  | Nach der ehemaligen Brauerei Fischerbräu. | Sackgasse, Wohngebiet zwischen Reichenbachstraße und Sebastian-Stolz-Straße. | Sackgasse. Hier befanden sich früher die Wiesen des Fischerbräu, einer der vielen Brauereien der Stadt. Zuletzt existierte noch der Gasthof mit Saal, der Ende der 1980er Jahre abgerissen wurde. |                                                               |
| Fischzuchtstraße (Standort)                  | Dort befindet sich eine Fischzucht. | Führt von der Langackerstraße zum Poschengrund. | |                                                               |
| Florianiplatz (Standort)                     | Nach dem Hl. Florian. Ältester Stadtteil von Bad Reichenhall, der auch vom großen Stadtbrand 1834 verschont blieb. | Zugang vom Oberen Lindenplatz oder von der Sebastianigasse. | Da es hier kein entsprechendes Gotteshaus gibt oder gab, dürfte der Hl. Florian als Namensgeber trotzdem plausibel sein, da das Dingviertel rund um diesen Platz mehrmals von schweren Stadtbränden verschont blieb. Auf dem Platz findet sich heute ein gusseiserner Brunnen aus dem Ende des 19. Jahrhunderts mit der Heiligenstatue des Florian. Der Platz steht heute unter Ensembleschutz, die meisten Häuser sowie der Brunnen unter Denkmalschutz. Der Florianiplatz ist für Kraftfahrzeuge gesperrt. Früher auch: Floriani-Gasse. | weitere Bilder                                                |
| Forstamtstraße (Standort)                    | Diese Straße führte einst zum Forstamt, das sich außerhalb der Stadtmauer befand. | Sackgasse, zweigt von der Gabelsbergerstraße in westlicher Richtung ab, Fußgängerverbindung zur Spitalgasse. | Die Forstamtstraße befindet sich außerhalb der mittelalterlichen Stadtbefestigung von Bad Reichenhall, von der an dieser Stelle noch große Teile erhalten sind. |                                                               |
| Franz-Josef-Straße (Standort)                | Nach Kaiser Franz Joseph I. Seine Gemahlin Elisabeth von Österreich-Ungarn besuchte oft und gern das Berchtesgadener Land und Reichenhall. | Verbindet die Riedel- mit der Dr.-Kühne-Straße. | |                                                               |
| Friedrich-Ebert-Allee (Standort)             | Benannt nach Friedrich Ebert, erster Präsident der Weimarer Republik. | Verbindet die Weißstraße und die Goethestraße, führt am Rupertuspark vorbei und als Fußgänger- und Radweg weiter bis in die Saalachau.                                                                                       | Der südliche Teile dieser Straße hieß von 1920 bis in die 1930er Jahre: Alfred-Nathan-Straße und davor seit 1870 Gradierhausstraße. Als im Zuge der Machtergreifung der Nationalsozialisten die Namen jüdischer Mitbürger aus Straßennamen getilgt wurden, wurde auch diese Straße (benannt nach dem Ehrenbürger und Wohltäter der Stadt Alfred Nathan) in Friedrich-Ebert-Allee umbenannt. Nach dem Ende des Zweiten Weltkrieges wurde der Straßenname jedoch beibehalten, erst nach langem Zögern widmete man Nathan wieder eine Straße, die heutige Alfred-Nathan-Straße, die sich in unmittelbarer Nähe der Friedrich-Ebert-Allee befindet. Der nördliche Teil hieß früher Riedelallee. |                                                               |
| Friedrich-von-Schenk-Straße (Standort)       | Friedrich Freiherr von Schenk, * 17. Juli 1784, † 12. Dezember 1866 in München. Generaladministrator der bayerischen Salinen 1844–1855, große Verdienste um die Saline Bad Reichenhall. | Verbindet die Kurfürstenstraße mit dem Großen Grund, Verlängerung der Hofrat-Harl-Straße. | |                                                               |
| Fritzerweg (Standort)                        | Nach dem Sägewerk Fritzer benannt. | Verbindungsstraße von der Ludwig-Thoma-Straße zur Loferer Straße | Zum Teil nur Fußweg. |                                                               |
| Froschhamer Weg (Standort)                   | Froschham, ehemaliger Ortsteil von St. Zeno, der Name der heute noch aktiven Froschhamer Zunft e. V. geht auf den Ortsteil zurück. | Beginnt am Waldweg und endet am Fuß- und Radweg in Richtung Marzoll, kreuzt die Mayerhofstraße. | |                                                               |
| Frühlingstraße (Standort)                    | | Zweigt beim Kurgastzentrum von der Bahnhofstraße/Wittelsbacherstraße ab und verläuft nach dem Bahnübergang in nordöstlicher Richtung bis zur Grabenbachstraße.                                                               | Bis etwa 1900: Grüne Gasse. Die Frühlingstraße ist eine der wenigen Straße in Bad Reichenhall, die so lang ist, dass die Hausnummern dreistellig ausgeführt werden müssen. Die Länge der Straße beträgt ca. 2 km und ist damit eine der längsten Straßen im Stadtgebiet. |                                                               |
| Fuchsweg (Standort)                          | | Verbindungsweg von der Nonner Au ins Nonner Unterland, liegt zwischen Nonner Stadion und den Tennisplätzen. | Fußweg in der Nonner Au. |                                                               |
| Fürschlachtweg (Standort)                    | Von hier wurde das Holz nach der Trift auf die Lagergründe der Saline verteilt. | Verbindungsweg Reichenbachstraße zur Friedrich-von-Schenk-Straße. | Fußweg, nur Anliegerverkehr. | Das Geisterhäusl, das einzige Gebäude am Fürschlachtweg       |
| Gabelsbergerstraße (Standort)                | Nach dem deutschen Stenografen Franz Xaver Gabelsberger. | Verbindet die Liebig- und die Forstamtstraße. | Einbahnstraße, darf nur aus Richtung Liebigstraße befahren werden. |                                                               |
| Ganghoferstraße (Standort)                   | Nach dem deutschen Schriftsteller Ludwig Ganghofer. | Verbindet die Schiller- und Ludwig-Thoma-Straße. | |                                                               |
| Gangsteig (Standort)                         | | Von der Staufenstraße durch die Weitwiese (hinter der Kaserne) zur Staatsstraße 2101 und weiter bis zur Nonner Straße. | Ab 1965, zuvor Weitwiesenweg. Nicht für Kraftfahrzeuge – mit Ausnahme landwirtschaftlicher Fahrzeuge – freigegeben. |                                                               |
| Garneiweg (Standort)                         | Alter Flurname | Beginnt an den letzten Wohnhäusern am Thumsee und führt zum Sieben-Palfen-Weg und endet in der Nähe der Langackerstraße in der Zwieselstraße.                                                                                | Fußweg/Forststraße |                                                               |
| Gartenweg (Standort)                         | | Verbindet den Adolf-Bühler-Weg über den Dr.-Ortenau-Park mit der Bahnhofstraße. | Fußweg/Anliegerstraße, im Bereich des Ortenauparks nur für Fußgänger. |                                                               |
| Gauglgasse (Standort)                        | Alter Hofname | Verbindet die Grenzlandstraße mit der Reichenhaller Straße (bei der Einmündung in die B21). | |                                                               |
| Gebersbergstraße (Standort)                  | Benannt nach dem Gebersberg. | Führt von der Staufenstraße zur St.-Pankraz-Straße. | |                                                               |
| Getreidegasse (Standort)                     | Nach dem ehemaligen Getreidestadel, heute Heimatmuseum der Stadt. | Liegt zwischen Poststraße und Angerl. | |                                                               |
| Gewerkenstraße (Standort)                    | Einst nannte man die wohlhabenden Reichenhaller Siedeherren, die bis 1500 für Salzverarbeitung und den ~handel zuständig waren, Gewerken. Und auch die heutige Ludwigstraße hieß bis zum Anfang des 20. Jahrhunderts Gewerken Gasse. Der Name der Gewerkenstraße im Gewerbegebiet von Reichenhall geht jedoch nicht auf diesen alten Namen zurück, sondern greift den Begriff der mittelalterlichen Gewerke auf, der Gewerbetreibende im Allgemeinen umschreibt.                                                      | Zweigt nach der Überführung der Loferer Straße von der Frühlingstraße ab, verläuft parallel des Saalachdammwegs und mündet wieder in die Frühlingstraße.                                                                     | |                                                               |
| Glasergasse (Standort)                       | Ehemaliges Anwesen zum Glaser. | Sackgasse, verbindet Am Ulmenhain mit der Salzburger Straße. | |                                                               |
| Glück im Winkel (Standort)                   | Nach dem Namen der Siedlungsanlage Glück im Winkel | Zugang vom Florianiplatz über die Peter-und-Paul-Gasse. | Erste Arbeitersiedlung nach 1919 in Bad Reichenhall, Mitbegründer war Sebastian Stolz. |                                                               |
| Gmainer Straße (Standort)                    | Nach der Nachbargemeinde Bayerisch Gmain | Sackgasse. Zweigt von der Berchtesgadener Straße ab und endet am Streitbichlhof. | Befestigte Anliegerstraße für die Bewohner der Burg Gruttenstein und des Streitbichlhofes, ansonsten für Kraftfahrzeuge gesperrt. Verläuft zum Teil unterhalb der Stadtmauer zwischen dem noch erhaltenen Pulverturm und der Burg Gruttenstein. Auch: Gmainer Weg. Die Adolf-Schmid-Straße hieß bis etwa 1920 Gmainer Straße. |                                                               |
| Goethestraße (Standort)                      | Benannt nach dem deutschen Dichter und Naturforscher Johann Wolfgang von Goethe. | Verbindungsstraße zwischen Reichenbachstraße und Friedrich-Ebert-Allee. | Der westliche Teil hieß vor 1945 Hohenzollernstraße, nach dem Haus Hohenzollern, der östliche Teil Söllnerweg (nach dem ehemaligen Bürgermeister Fritz Söllner). |                                                               |
| Grabenbachstraße (Standort)                  | Nach dem Grabenbach, einem Anfang des 16. Jahrhunderts künstlich angelegten Kanal, der größtenteils unterirdisch das Süßwasser aus der Saline zur Saalach ableitet. | Verbindet die untere Frühlingstraße mit der Teisendorfer Straße. | Der Grabenbach tritt unmittelbar am Verkehrsverteiler Nord an die Oberfläche und verläuft dann auf der anderen Seite der Bahnstrecke Freilassing–Bad Reichenhall parallel zur Frühling- und Grabenbachstraße. |                                                               |
| Grenzlandstraße (Standort)                   | Der Ortsteil Marzoll grenzt zu einem großen Teil an Österreich | Führt von der Kreisstraße 4 nach Marzoll. | |                                                               |
| Grundnerweg (Standort)                       | Michael Grundner, * 18. April 1848 in Reichenhall, † 12. Januar 1923 ebenda. 1875 Begründer des ersten Bankgeschäftes und später eines Wohnungsvermittlungbüros für Kurgäste in Bad Reichenhall. | Fußweg von der Friedrich-Ebert-Allee zur Frühlingstraße, entlang der Bahn. | |                                                               |
| Gruttensteingasse (Standort)                 | Nach der Burg Gruttenstein. | Zugang vom Oberen Lindenplatz und vom Florianiplatz. | In direkter Nachbarschaft des Florianiplatzes gelegen, blieb auch die Gruttensteingasse von Stadtbränden oft verschont, weshalb hier überwiegend alte Gebäude die Zeit überdauert haben. Das älteste Haus ist aus dem 16. oder 17. Jahrhundert. Verkehrsberuhigter Bereich. |                                                               |
| Häuslstraße (Standort)                       | Johann Häusl, * 22. August 1855 in Piding, † 24. August 1930 in Bad Reichenhall. Er war der letzte Bürgermeister von St. Zeno und später zweiter Bürgermeister von Bad Reichenhall. | Verbindungsstraße Loferer Straße zur Frühlingstraße und zur Münchner Allee. | Auch: Johann-Häusl-Straße. |                                                               |
| Haidergasse (Standort)                       | | Zweigt nördlich von der Untersbergstraße ab | |                                                               |
| Hainbuchenplatz (Standort)                   | Nach der Pflanzengattung der Hainbuchen | Liegt zwischen der Kreuzung Von-Martius-Straße/Nonner Straße und dem Beginn des Nonner Oberlandes, verläuft parallel zur Nonner Straße.                                                                                      | |                                                               |
| Hainbuchenstraße (Standort)                  | Nach der Pflanzengattung der Hainbuchen | Sackgasse, zweigt von der Von-Martius-Straße in nordwestlicher Richtung ab. | |                                                               |
| Hallgrafenstraße (Standort)                  | Die Hallgrafen aus dem alten bayerischen Adelsgeschlecht der Plainer und Peilsteiner waren um 900 bis 1240 von den Kaisern zum Schutz der Reichenhaller Salzwerke bestellt. Sie übten auch die Gerichtsbarkeit aus. | Sackgasse, zweigt von der Reichenbachstraße in südwestl. Richtung ab. | Früher befand sich in dort, weit außerhalb der Stadt, der Schlachthof von Bad Reichenhall. Heute befinden sich dort neben vielen Wohnhäusern auch der Städt. Bauhof und die Stadtwerke. |                                                               |
| Hammerschmiedweg (Standort)                  | Nach der Hammerschmiede der Saline, die sich jedoch viel weiter südöstlich befand. | Sackgasse, Verlängerung der Traunfeldstraße, führt von der Loferer Straße bis in die Saalachau. | Früher auch: Hammerschmiedgasse. Am Hammerschmiedweg befindet sich die Städt. Kurgärtnerei sowie ein Stellplatz für Wohnmobile. |                                                               |
| Heilingbrunnerstraße (Standort)              | Gottfried Heilingbrunner, * 1850, † 21. Dezember 1908 in Bad Reichenhall. Hauptlehrer, Mitbegründer und Leiter der Fortbildungsschule (Berufsschule) 1871–1907. 25 Jahre Chormeister der Liedertafel. Die Knabenschule (heute Grundschule) trägt ebenfalls seinen Namen | Verlängerung der Rosengasse zur Wisbacherstraße. | Der südliche Teil der Heilingbrunnerstraße hieß früher Katzenwinkel, der nördliche Leitgartenweg. Heute befindet sich die nach Gottfried Heilingbrunner benannte Schule in dieser Straße. Verkehrsberuhigter Bereich, Einfahrt nur aus Richtung Rosengasse, für Fahrräder auch aus Richtung Max-Zugschwerdt-Straße. |                                                               |
| Heimfeld (Standort)                          | | Sackgasse, von der Untersbergstraße abzweigend. | |                                                               |
| Herzog-Georgen-Straße (Standort)             | Herzog Georg der Reiche kaufte 1494–1501 alle Salzsieden in Bad Reichenhall. | Verbindet die Kammerboten- mit der oberen Salinenstraße | |                                                               |
| Hessingsteig (Standort)                      | Friedrich Ritter von Hessing, * 15. Juni 1838, † 15. März 1918, kgl. Hofrat, berühmter Orthopäde. Erbaute weitläufige Besitzungen in Bad Reichenhall (z. B. auf der Friedrichshöhe und der Schönen Aussicht, heute Feuerwehrheim), unter anderem eine Schienenbahn zur Königshöhe (heute Malerhaus), Ehrenbürger der Stadt. | Fußweg, verbindet die Adolf-Schmid-Straße mit der Richard-Wagner-Straße. | |                                                               |
| Heubergstraße (Standort)                     | Nach dem Fuderheuberg | Sackgasse, von der Grenzlandstraße abzweigend. | |                                                               |
| Hirschmühlenweg (Standort)                   | Nach der ehemaligen Mühle am ehemaligen Kirchberger Mühlbach benannt. | Sackgasse von der Kiblinger Straße bis zum Haus am Fels, heute Club Angelina. | Die Hirsch- und die Sepperlmühle waren die ersten Mühlen, die vom ehemaligen Kirchberger Mühlbach gespeist wurden. Weitere waren die Wachter- und die Heissmühle Dur das Gebäude der Hirschmühle hat die Zeit überdauert, eine Inschrift am Gebäude erinnert noch heute an die ursprüngliche Funktion. |                                                               |
| Hochfeldstraße (Standort)                    | | Zweigt in bogenförmiger Richtung von der Grenzlandstraße ab. | |                                                               |
| Hofrat-Harl-Straße (Standort)                | Dr. Caspar Harl, * 3. Mai 1856 in Bad Reichenhall, † 12. Juli 1927. Ab 1885 Krankenhausarzt. Ehrenbürger der Stadt. | Verbindet die Kurfürsten- mit der Maximilianstraße, Verlängerung der Friedrich-von-Schenk-Straße. | Verkehrsberuhigter Bereich |                                                               |
| Holzfeldweg (Standort)                       | Der Name geht auf die Holztrift zur Brennstoffversorgung der Saline zurück. | Verbindet den Leitererweg mit der Innsbrucker Straße. | Vor 1970 gehörte der Holzfeldweg noch zum Hammergrund, Fußweg. |                                                               |
| Hubertusstraße (Standort)                    | Nach dem Heiligen Hubertus, Schutzpatron der Jäger | Zweigt beim Münster St. Zeno von der Salzburger Straße ab und führt als Sackgasse zum Kirchholz. | In der parallel verlaufenden Klosterstraße befindet sich das ehemalige Forstamtsgebäude von St. Zeno. |                                                               |
| Im Angerl (Standort)                         | Nach dem Angerltor das sich hier am Anger der mittelalterlichen Stadt befand. | Zufahrt über Wörgötterplatz, Getreidegasse oder von der Innsbrucker Straße. | Im Schutze der Stadtmauer befand sich hier eine leicht geneigte landwirtschaftliche Nutzfläche (Mhd. Anger), der die Versorgung der Stadt im Belagerungsfalle zumindest kurzfristig sicherstellte. Das sich an dieser Stelle in der Stadtmauer befindende Tor hieß ebenfalls Angertürl oder Angerltor. Es wurde aber auch Salzmaiertor genannt, weil der Salzmeier (über Jahrhunderte der wichtigste Beamte der Stadt) durch dieses Tor die Stadt betrat. Weitere gebräuchliche, aber inoffizielle Bezeichnungen der Straße: Angerl, Am Angerl. |                                                               |
| Im Großen Grund (Standort)                   | Ehemaliger Triftplatz der Saline. | Wohngebiet südlich der Pechmannstraße. | |                                                               |
| Im Hammergrund (Standort)                    | Ehemaliger Triftplatz der Saline. | Einbahnstraße, zweigt von der Friedrich-von-Schenk-Straße in südlicher Richtung ab und führt bogenförmig auf diese zurück.                                                                                                   | |                                                               |
| Im Poschengrund (Standort)                   | Alter Flurname | Führt im Anschluss an die Fuschzuchtstraße zur Poschenmühle. | |                                                               |
| Im Spitzgrund (Standort)                     | Ehemaliger Triftplatz der Saline. | Wohngebiet nördlich der Pechmannstraße. | Verkehrsberuhigter Bereich |                                                               |
| Innsbrucker Straße (Standort)                | Nach der tiroler Landeshauptstadt Innsbruck | Verläuft parallel zur Bahnlinie, direkte Verlängerung der Wittelsbacherstraße ab Liebigstraße und der Anton-Winkler-Straße ab Stachus (Straßenknoten B20).                                                                   | Ein Großteil der Innsbrucker Straße entstand erst ab 1910, als die Mühlbäche der Stadt mit dem Aushubmaterial des Unterwasserkanals des Saalachkraftwerkes aufgefüllt wurden. Bis 1950 war sie von Nord nach Süd aufgegliedert in: Innsbrucker Straße, Kanalstraße, Rupertistraße, und bis 1910 in Innsbrucker Straße, Lindenstraße, Triftbachstraße, Hammerschmiedstraße. An der Innsbrucker Straße befanden sich lange die Werkstätten und die Verwaltung der Reichenhaller Stadtwerke (Lichtwerk) sowie am Anfang des 20. Jahrhunderts das E-Werk II. |                                                               |
| Jahngasse (Standort)                         | Nach Friedrich Ludwig Jahn, bekannt als Turnvater Jahn. | Verbindungsweg von der Poststraße zum Aegidiplatz. | Nur für Fußgänger |                                                               |
| Jochbergweg (Standort)                       | Nach dem Jochberg, der eine westliche Verlängerung des Zwiesels ist. | Verlängerung der Bruckthalstraße. | Forststraße |                                                               |
| Kaiserplatz (Standort)                       | Nach dem deutschen Kaiser Wilhelm I. | Zwischen Ludwig- und Bahnhofstraße. | Bis 1910: Poststraße, der Gebäudekomplex Deutscher Kaiser befindet sich dort. |                                                               |
| Kammerbotenstraße (Standort)                 | Einst Unterkunft der Boten des Herzogs von Bayern zur Saline (Kammerbotenviertel). | Verbindet die Salinen- mit der Innsbrucker Straße. | Das Kammerbotenviertel hatte ein eigenes Tor, durch das fast ausschließlich die Boten des Herzogs die Stadt betraten: das Kammerbotentor. Außerhalb der Stadt, dort wo sich heute der Stachus befindet (Verkehrsknotenpunkt, inoffizielle Bezeichnung nach dem gleichnamigen Platz in München) und direkt vor dem Kammerbotentor und der heutigen Kammerbotenstraße befand sich der Lindenbühel. Auf dessen Anhöhe befand sich die Dorflinde, unter der man sich im Mittelalter zu regelmäßigen Rechtsbelehrungen und Rechtsprechungen traf. Der Platz wurde auch als Richtplatz verwendet, dort wurde die Brandstifterin Christine, die den großen Stadtbrand von 1515 verursacht hatte, öffentlich durch Verbrennen hingerichtet. In Anlehnung an die Linde hieß die Straße nördlich lange Zeit auch Lindenstraße. 1934 jedoch wurde die Linde gefällt, der Hügel abgetragen und der Platz wurde zu einem wichtigen Verkehrsknotenpunkt. Beim Fliegerangriff auf die Stadt am 25. April 1945 wurde das Kammerbotenviertel fast gänzlich zerstört und nach dem Krieg neu aufgebaut.                                                                              |                                                               |
| Kanalstraße (Standort)                       | Teilstück des ehem. Weißgerberbaches, welcher hier kanalisiert war und den Wassergraben vor der Stadtmauer bildete. | Verbindet die ehemaligen Ausgänge der mittelalterlichen Stadtbefestigung am Angerl und am Wörgötterplatz. | Viele gut erhaltene Teile der Stadtmauer finden sich entlang der Kanalstraße zwischen Wörgötterplatz und Angerl. |                                                               |
| Karl-Weiß-Straße (Standort)                  | Karl Weiß, * 26. April 1885 in Zwiesel, † 25. August 1966 in Bad Reichenhall. Rechtskundiger 1. Bürgermeister der Stadt Bad Reichenhall vom 1. Dezember 1926 bis zum 1. März 1946. Ehrenbürger und Inhaber des Verdienstkreuzes 1. Klasse des Verdienstordens der Bundesrepublik Deutschland. | Querstraße von der Hallgrafenstraße zur Sebastian-Stolz-Straße. | |                                                               |
| Kellerweg (Standort)                         | | Verbindet die Adolf-Schmid-Straße und die Rinckstraße. | Zum Teil für Kraftfahrzeuge gesperrt. |                                                               |
| Keltenring (Standort)                        | Benannt nach der Volksgruppe der Kelten. | Zweigt von der Grenzlandstraße in nördlicher Richtung ab und führt bogenförmig auf diese zurück. | Die Kelten unterhielten umfangreiche Siedlungen in und um Bad Reichenhall, dies ist durch entsprechende Bodenfunde historisch belegt. In direkter Nachbarschaft des Keltenrings, an der nordöstlichen Ecke Olympiaring/Grenzlandstraße, befindet sich eine bronzezeitliche Siedlung, die als Bodendenkmal mit der Nummer D-1-8243-0081 in die Denkmalliste eingetragen ist. |                                                               |
| Kiblinger Straße (Standort)                  | Nach dem Molkenbauer zu Kibling benannt | Zweigt von der Luitpoldbrücke am westl. Saalachufer südl. ab, führt zur Talstation der Predigtstuhlbahn und zum Schroffen.                                                                                                   | Der namensgebende Molkenbauer wurde Anfang des 20. Jahrhunderts abgerissen, als die Saalach in ihrem Tal zwischen Kibling und Baumgarten aufgestaut wurde, um Energie für das neue errichtete Saalachkraftwerk zur Verfügung zu stellen. In Kibling befinden sich neben der Staumauer und des Einlaufbauwerks des Saalachkraftwerks nur wenige Wohnhäuser und zwei ehemalige Gaststätten. Die Straße endet als Sackgasse am ehemaligen Gasthaus Kibling, der wie alle anderen Gebäude einschließlich Sperrenanlage und Einlaufbauwerk auf dem Gebiet der Nachbargemeinde Schneizlreuth liegen. |                                                               |
| Kirchberger Ring (Standort)                  | Nach dem Ortsteil Kirchberg. | Ringstraße, zweigt von der Rosenstraße ab und führt wieder auf diese zurück. | |                                                               |
| Kirchengasse (Standort)                      | Gasse hinter der Pfarrkirche St. Nikolaus. | Sackgasse, zweigt von der Tiroler Straße in nordwestlicher Richtung ab. | früher: Kirchengäßl |                                                               |
| Kirchholzstraße (Standort)                   | Alter Flurname (Kirchholz). | Sackgasse, südöstliche Seitenstraße der Salzburger Straße unterhalb des Friedhofs St. Zeno. | |                                                               |
| Klingerweg (Standort)                        | Einst die Felder des Klingerbauern. | Zweigt von der Münchner Allee in südlicher Richtung ab. | |                                                               |
| Klosterstraße (Standort)                     | Benannt nach dem dortigen Kloster St. Zeno. | Führt vom Kloster St. Zeno zum Kirchholz. Sackgasse, Straße endet in einem Fußweg zum Kirchholz. | In der Klosterstraße befinden sich zahlreiche denkmalgeschützte Gebäude, die allesamt zum Kloster gehören: das Münster St. Zeno, die größte romanische Basilika Oberbayerns, zudem die Stifts- und Wohngebäude und der Propsteistock. In den Gebäuden ist zudem die Maria-Ward-Realschule Reichenhall untergebracht. |                                                               |
| Königsweg (Standort)                         | Vermutlich nach König Maximilian II. von Bayern benannt. | Vom Waldweg zur Hubertusstraße am Kirchholz entlang. | Fußweg |                                                               |
| Kohlerbachstraße (Standort)                  | Nach dem Kohlerbach | Verbindet die Untersbergstraße mit der Grenzlandstraße. | |                                                               |
| Kugelbachweg (Standort)                      | Nach dem sich dort befindlichen Hof, dem Kugelbachbauern. | Von der Thumseestraße beim Brunnhaus Fager zum Kugelbachbauer und weiter zum Paul-Gruber-Haus. | Der Kugelbachweg ist nur auf den ersten 250 m eine öffentliche Straße. Ab dem Wanderparkplatz ist der Weg als Forststraße ausgewiesen. Die Straße zum Kugelbachbauer und zum Paul-Gruber-Haus sind für den öffentlichen Verkehr gesperrt. Die Amalienruhe und die Kugelbachalm stehen unter Denkmalschutz. Der Kugelbachbauer ist noch bewirtet, das Paul-Gruber-Haus der Naturfreunde Reichenhall kann auf Anfrage zur Übernachtung angemietet werden. |                                                               |
| Kurfürstenstraße (Standort)                  | Unter Carl Theodor von Bayern wurden in Reichenhall großzügige Einrichtungen zur Förderung und Versiedung der Sole geschaffen. Unter seiner Regierung wurden auch die umfangreichen Triftanlagen gebaut. Ihm zu Ehren wurde auch die hochprozentige Solequelle, die am Fuße des Gruttensteinfelsens entspringt, benannt (Carl-Theodor-Salzquelle). | Verbindungsstraße, beginnt zwischen Innsbrucker und Wittelsbacherstraße in Verlängerung der Liebigstraße, unterquert die Bahnlinie und führt zur Loferer Straße (B20/B21).                                                   | Hieß bis ca. 1910 Nonner Weg. |                                                               |
| Kurstraße (Standort)                         | | Verbindet die Salzburger Straße mit der Bahnhofstraße beim Kurgarten und am Staatl. Kurhaus. Größtenteils teil der Fußgängerzone, freigegeben für Radfahrer.                                                                 | Die Kurstraße wurde während der NS-Zeit in Adolf-Hitler-Straße umbenannt. Heute bildet sie einen Teil der Fußgängerzone. An der Kurstraße befinden sich das Alte Staatliche Kurhaus, der Kurpark mit Gradierhaus und Wandelhalle und eine evangelische Kirche. Die Kirche steht – wie Kurhaus und der Kurgarten mit Gradierwerk und Wandelhalle – unter Denkmalschutz. |                                                               |
| Langackerstraße (Standort)                   | Flur- und Hofname | Verlängerung Bruckthal zur Fischzuchtstraße. | Im Langackertal befand sich während der La-Tène-Zeit ein keltisches Kulturzentrum. |                                                               |
| Lange Gasse (Standort)                       | | Von der Einmündung der Staufenstraße in die Fischzuchtstraße hinter der Kasernen entlang zur Staatsstraße 2101. | |                                                               |
| Langenfeldstraße (Standort)                  | | Sackgasse, zweigt von der Reichenhaller Straße (Gemeinde Bayerisch Gmain) in südwestl. Richtung ab. | Zu Fuß erreichbar über Adolf-Schmid-Straße, für Fahrzeuge nur über Bayerisch Gmain. |                                                               |
| Leitererweg (Standort)                       | Leiterer war eine alte Bezeichnung für Fuhrleute, die das für die Pfannen der Sudhäuser in der Saline benötigte Holz mit Pferdegespannen beibrachten. | Fußweg von der Friedrich-von-Schenk-Straße zur Reichenbachstraße. | Im Bereich des Leitererwegs finden sich Ufermauern aus Marmorquadern der ehemaligen Triftanlagen der Stadt sowie Sperrenanlagen und Brücken. |                                                               |
| Liebigstraße (Standort)                      | Nach dem deutschen Mediziner Georg von Liebig, der den Kurbetrieb in Bad Reichenhall mitorganisierte und als Begründer der Badekultur gilt. | Verbindet die Innsbrucker Straße und den Kaiserplatz. | In der Liebigstraße befinde sich zwei denkmalgeschützte Objekte, die Villa Gerstmayr und ein Wohnhaus aus der Hochzeit des Kurbetriebs in Bad Reichenhall gegen Ende des 19. Jahrhunderts. |                                                               |
| Lilienstraße (Standort)                      | Benannt nach der Pflanzengattung der Lilien | Verlängerung der Birkenstraße, zweigt in die Thumsee- und Rosenstraße ab. | Die Wohngebiete in diesem Bereich sind durchgängig als Tempo-30-Zone ausgewiesen. |                                                               |
| Lindenweg (Standort)                         | Nach der Pflanzengattung der Linden | Ringstraße, Seitenstraße der Ahornstraße. | Die Wohngebiete in diesem Bereich sind durchgängig als Tempo-30-Zone ausgewiesen. |                                                               |
| Listseestraße (Standort)                     | Benannt nach dem Listsee. | Verlängerung der Straße ins Nonner Oberland zwischen Listwirt und Listsee. | Forststraße |                                                               |
| Loferer Straße (Standort)                    | Bundesstraße 20 und 21 in Richtung Lofer. | Teil der B20/B21 zwischen Saalachsee und Verkehrsverteiler Nord, Umgehungsstraße der Stadt Bad Reichenhall im Saalachbogen zur Aufnahme des Fernverkehrs.                                                                    | Seit ca. 1970 ausgebaut zur Umgehungsstraße, zuvor Ramsauer Straße, Kassierfeldweg, Hessweg, Dammweg (von Süd nach Nord). |                                                               |
| Ludwigstraße (Standort)                      | Benannt nach König Ludwig I. | Schließt in nördlicher Richtung an die Salinenstraße an, Verbindung bis zur Salzburger Straße. | Bis ins 20. Jahrhundert hieß die Ludwigstraße Gewerkengasse (nicht zu verwechseln mit der heutigen Gewerkenstraße). Der Name kommt von den Reichenhaller Siedeherren (Gewerke), die bis etwa 1500 hier wohnten. Die mächtigen Patrizierfamilien hatten ihre Paläste direkt an der damaligen Hauptverkehrsstraße der Stadt. Ungewöhnlich ist, dass sich dieser Name auch nach dem Verschwinden der Siedeherren um 1500 noch bis nach 1900 hielt. Bis zum Bau der Umgehungsstraße (Loferer Straße, B20/21) und der Münchner Allee in den 1960er Jahren war die Ludwigstraße die Hauptverkehrsachse der Stadt, wurde aber in der Folge bald in eine Fußgängerzone umgewandelt. Heute finden sich in der Ludwigstraße noch mehrere alte Kurpensionen sowie Wohn- und Geschäftsgebäude wie das Café der Fa. Reber, die unter Denkmalschutz stehen. |                                                               |
| Ludwig-Thoma-Straße (Standort)               | Nach dem Schriftsteller Ludwig Thoma. | Verläuft parallel zur Loferer Straße (B20/21), verbindet die Traunfeld- mit der Vogelthennstraße. | |                                                               |
| Luitpoldstraße (Standort)                    | Nach dem Prinzregenten Luitpold von Bayern. | Verbindung zwischen Bahnhof- und Goethestraße. | Bis ca. 1910: Äußere Kurstraße. In der Luitpoldstraße sind viele alte Villen und Pensionen aus der Hochzeit der Kur in Bad Reichenhall zum Ende des 19. Jahrhunderts erhalten geblieben. Die meisten dieser Gebäude stehen heute unter Denkmalschutz. |                                                               |
| Mackstraße (Standort)                        | Nach Mathias Mack, * 13. November 1811 in Kelheim, † 19. November 1882 in Bad Reichenhall, Apotheker und Bürgermeister 1845–1855. Erfinder des Latschenkiefernöls und Erbauer des Kurhauses Dianabad. Pionier des Kurortes. Die Familie Mack führte die Apotheke weiter und baute die Herstellung des Latschenkiefernöls weiter aus. | Verbindet den nördl. Ausgang des Kurgartens mit der Rinck- und Mozartstraße, Sackgasse. | In der Mackstraße stehen heute noch denkmalgeschützte Kurpensionen aus der Zeit um 1900. |                                                               |
| Märzfeld (Standort)                          | | Sackgasse, von der Untersbergstraße in östlicher Richtung abzweigend. | |                                                               |
| Marzoller Weg (Standort)                     | Benannt nach dem Reichenhaller Ortsteil Marzoll | Zweigt von der Salzburger Straße ab und verbindet diese mit dem Mayerhofweg. | |                                                               |
| Maximilianstraße (Standort)                  | Nach König Maximilian II. von Bayern. Dieser hielt sich 1848 und in späteren Jahren zur Kur in Reichenhall auf und sorgte so auch für das Bekanntwerden des noch jungen Kurbetriebes in der Stadt. | Verbindungsstraße zwischen Wittelsbacher- und Goethestraße. | In der Maximilianstraße befinden sich mehrere Villen, die unter Denkmalschutz stehen. |                                                               |
| Max-Zugschwerdt-Straße (Standort)            | Max Zugschwerdt, * 12. Januar 1807 in Ottobeuren, † 28. Oktober 1859 in Bad Reichenhall. Begründer der Reichenhaller Zeitung (ab 2. Januar 1841 Erstausgabe des Wochenblattes für das Königliche Landgericht Reichenhall, ab 1850 Grenzbote) | Verbindungsstraße zwischen Kaiserplatz, Ludwigstraße und Heilingbrunnerstraße. | Seit ca. 1960, davor: Dianastraße. An der Ecke Ludwig- und Max-Zugschwerdt-Straße befindet sich seit den 1980er Jahren der Wohn- und Geschäftskomplex Dianapassage. |                                                               |
| Mayerhofstraße (Standort)                    | Alter Hausname, der heute auch das ganze Gebiet beschreibt. | Östliche Seitenstraße der unteren Salzburger Straße. | In der Straße befand sich auch lang der Gasthof Mayerhof, der aber inzwischen abgerissen wurde. |                                                               |
| Moosbachstraße (Standort)                    | | Verbindet die Rainthalstraße mit der Kohlerbachstraße. | |                                                               |
| Moserweg (Standort)                          | Flur- und Hausname | Sackgasse, führt von der Staatsstraße 2101 (Thumseestraße) zur Schmalschlägerstraße und endet am Schulhof der Grundschule Karlstein. Größtenteils nicht asphaltiert.                                                         | Das Gasthaus Moserwirt steht heute unter Denkmalschutz, wird aber seit einigen Jahren nicht mehr bewirtet. Oberhalb des Moserwegs, am Haiderburgstein, befanden sich Teile der vorgeschichtlichen Siedlungsplätze von Karlstein, die in der Urnenfelderzeit hier geprägten Münzen sind heute als „Kleinsilber Karlsteiner Art“ bekannt. |                                                               |
| Mozartstraße (Standort)                      | Nach Wolfgang Amadeus Mozart, der in Bad Reichenhall mehrmals Rast machte. Sowohl er als auch sein Vater erwähnten die Stadt schriftlich. | Verbindungsstraße zwischen Bahnhofplatz und Salzburger Straße. | Seit ca. 1920, davor: Bahnhofzufuhr-Straße. |                                                               |
| Mühlenstraße (Standort)                      | Nach der nahe gelegenen Obermühle. | Sackgasse, von der Tumpenstraße abzweigend. | |                                                               |
| Müllnerhorngasse (Standort)                  | Nach dem Gipfel des Müllnerbergs benannt. | Seitenstraße der Thumseestraße in südlicher Richtung. | |                                                               |
| Münchner Allee (Standort)                    | Benannt nach der bayerischen Landeshauptstadt München | Verlängerung der Bahnhofstraße vom Bahnhofplatz zur B21 am Knoten Nord. | Die Münchner Allee bildet mit Bahnhofstraße, Wittelsbacherstraße, Innsbrucker Straße, Anton-Winkler-Straße und Berchtesgadener Straße die Hauptverkehrsachse durch die Stadt von Salzburg in Richtung Berchtesgaden. Vor dem Bau der Umgehungsstraße (B20/21) und der Umwidmung der Ludwigstraße in eine Fußgängerzone floss der meiste Verkehr über die Salzburger Straße, die Ludwigstraße, die Salinenstraße und die Kammerbotenstraße. Im Zuge des Neubaus wurden entlang der Münchner Allee viele Wohnblöcke errichtet und die Eislauf- und Schwimmhalle gebaut. |                                                               |
| Nelkenstraße (Standort)                      | Nach der Pflanzengattung der Nelken | Verbindet die östlichen Endpunkte der Lilien- und der Rosenstraße. | Wohngebiet, Tempo-30-Zone |                                                               |
| Nesselgraben (Standort)                      | | Sackgasse, zweigt westlich des Thumsess in südlicher Richtung von der Thumseestraße ab | Hier befindet sich die Standortschießanlage der Hochstaufen-Kaserne. In früherer Zeit wurde mit zwei Brunnhäusern die Sole aus der Saline in Reichenhall über den Antoniberg weiter zur Saline in Traunstein gepumpt. (Soleleitung Bad Reichenhall - Traunstein). |                                                               |
| Nikolaiweg (Standort)                        | Nach der dortigen Pfarrkirche St. Nikolaus. | Verläuft parallel zur Innsbrucker Straße von der Kammerbotenstraße bis zur Pfarrkirche St. Nikolaus. | Verläuft größtenteils entlang eines erhaltenen Teils der mittelalterlichen Stadtbefestigung von Bad Reichenhall. |                                                               |
| Nonn (Standort)                              | Nonn, ein ehemaliger Ortsteil von Karlstein. | | Der Ortsteil hat keine Straßennamen, die Hauser sind durchlaufend nummeriert. Man unterscheidet zwischen dem Nonner Unterland (östlicher Teil) und dem Nonner Oberland (westlicher, höher gelegener Teil). |                                                               |
| Nonner Au (Standort)                         | Benannt nach dem Ortsteil Nonn | Auwald nördlich der Saalach beim Nonner Steg mit Sportstadion und Tennisanlage. | |                                                               |
| Nonner Straße (Standort)                     | Benannt nach dem Ortsteil Nonn | Verläuft von der Thumseestraße beim Altenheim bis zum nördlichen Ende der Hochstaufen-Kaserne | Diese Straße hieß anfangs Trautenweg. Nachdem in den 1930er Jahren die Kaserne errichtet wurde, benannte man den Weg in Col di Lana Straße (nach dem Col di Lana und in Erinnerung die Kämpfe von Gebirgsjägern in den Alpen im Ersten Weltkrieg) um. Nach dem Ende des Zweiten Weltkriegs wurde diese Art der Heldenverehrung aus dem Straßennamen entfernt und in Nonner Straße umbenannt. Den südlichen Teil vom heutigen Altenheim bis zur Höhe der Kretabrücke bildete bis Anfang des 20. Jahrhunderts der Kirchberger Mühlbach. Hier betrieb Konrad Fischer das erste Wechselstromkraftwerk Deutschlands und das erste E-Werk in Bayern, die Elektricitäts-Werke Reichenhall. Nach dem Bau des Saalachkraftwerks ab 1910 fehlte das Wasser für den Mühlbach, der Bachlauf wurde mit dem Aushub des Unterwasserkanals des Kraftwerks aufgefüllt und in der Folge entstand dort die heutige Nonner Straße. |                                                               |
| Oberer Lindenplatz (Standort)                | Nach der Pflanzengattung der Linden | In der oberen Stadt, am südwestlichen Ausgang der Alten Saline. | |                                                               |
| Oberhöllerweg (Standort)                     | Ehemaliges Anwesen zum Oberhöller. | Zweigt von der Salzburger Straße in südlicher Richtung ab. | |                                                               |
| Olympiaring (Standort)                       | Benannt anlässlich der Olympischen Sommerspiele 1972 in München. | Führt im Halbkreis von der Kreisstraße 4 zur Grenzlandstraße. | |                                                               |
| Ottilienstraße (Standort)                    | Ottilie Trätzl, * 1838 zu Frontenhausen, † 19. Oktober 1912 in Bad Reichenhall. Sie förderte künstlerische und wirtschaftliche Bestrebungen und gilt als große Wohltäterin der Stadt. Sie stiftete die Straßenbeleuchtung in St. Zeno und spendete große Summen für den dortigen Liederkranz und die Feuerwehr. Sie stiftete zudem hohe Summen an den Armenhausbaufond, für die Armenunterstützung und für den Lehrlingsschutz. Die Stadt erhielt 34.000 Mark Verkaufserlös aus der Villa Kreszenzia nach ihrem Tode. | Verbindet die Salzburger Straße mit der Mackstraße. | In der Ottilienstraße befindet sich die denkmalgeschützte Villa Mozart aus der Zeit um 1900. |                                                               |
| Paepkestraße (Standort)                      | Gustav Paepke, * 7. Juni 1853 in Crivitz bei Mecklenburg, † 23. August 1933 in Bad Reichenhall. Direktor der Kurkapelle. Er komponierte zahlreiche Werke, darunter der Marsch Hoch Reichenhall und der Walzer Reichenhaller Erinnerungen. 1903 erhielt er die goldene Medaille für Kunst und Wissenschaft. | Verläuft östlich des Rupertusparks vom Grundnerweg zur Versorgungskuranstalt an der Alfred-Nathan-Straße. | Die Paepkestraße säumen auf östlicher Seite der Straße gegenüber dem Luitpoldpark ausschließlich neubarocke Villen von Jakob Dürk aus den 1920er Jahren, die allesamt unter Denkmalschutz stehen. |                                                               |
| Panoramaweg (Standort)                       | | Verbindet den Egerländer Weg mit dem Königsweg. | Fußweg im Kirchholz. |                                                               |
| Pechmannstraße (Standort)                    | Nach Wilhelm Freiherr von Pechmann, Mitbegründer (mit Ernst Rinck, seinem Schwager) des Solebades Axelmannstein | Verbindet die Kurfürsten- mit der Reichenbachstraße, Verlängerung der Weißstraße. | |                                                               |
| Peilsteinstraße (Standort)                   | Nach dem Adelsgeschlecht der Peilsteiner benannt, die Hallgrafen in Reichenhall waren und die Burg Karlstein errichtet haben. | Sackgasse, verbindet die Nonner Straße mit dem Schoedtlweg. | |                                                               |
| Pestalozziweg (Standort)                     | | Verbindet den Schroffen mit der Thumseestraße beim Saalachkraftwerk. | Fußweg |                                                               |
| Peter-und-Paul-Gasse (Standort)              | Hier standen außerhalb der Stadtmauer zwei Kirchlein, die dem Hl. Petrus und dem Hl. Paulus geweiht waren und dort bis kurz nach 1800 standen. Sie fielen jedoch dem Zerstörungswerk der Säkularisation zum Opfer. | Sackgasse, vom Florianiplatz zum Glück im Winkel und zum ehemaligen Gaswerk. | An dieser Stelle befand sich auch das Peter und Paul Thörl in der Stadtmauer. Der dortige Turm der mittelalterlichen Stadtbefestigung trägt ebenfalls diesen Namen und existiert heute noch. |                                                               |
| Pfannhauserweg (Standort)                    | Nach der Arbeitsgruppe bei der Saline (an den Salzpfannen arbeitenden) genannt. | Zugänge von der Gruttensteingasse und der Dreifaltigkeitsgasse über Treppen bei der Alten Saline. | Teile des Pfannhauserwegs hießen bis 1950 Gruttensteinweg und Schloßweg. Jedoch besann man sich im 20. Jahrhundert dieser alten Arbeitsgruppe der Saline und änderte die Bezeichnung. Der Feuerwachtturm der Alten Saline und die Burg Gruttenstein liegen am Pfannhauserweg, beide Objekte stehen unter Denkmalschutz. |                                                               |
| Pflegerpointstraße (Standort)                | Flurname in der Weitwiese. | Verläuft von der Birkenstraße über die Amerangstraße zur Reifenstuelstraße. | Anders als die sonnigen Südhänge von Nonn und Karlstein liegt das Gebiet um die Pflegerpointstraße, bedingt durch die Nähe zu den Hängen des Müllnerbergs, in den Wintermonaten teilweise ganztägig im Schatten der Berge. Einheimische nennen diesen Bereich, in Anlehnung an einen Direktvertreiber für Tiefkühlprodukte, deshalb abfällig bofrost-Viertel. |                                                               |
| Postgasse (Standort)                         | Nach dem ehemaligen Hotel Post. | Verläuft von der Poststraße beim Hauptzollamt zum sog. Beamtenstock. | |                                                               |
| Poststraße (Standort)                        | Im oberen Teil der Poststraße befanden sich die Stallungen für die Postpferde von Thurn und Taxis. | Verläuft von der Kammerbotenstraße über den Rathausplatz bis zum Kaiserplatz. | Anfangs hieß nur der obere Teil Poststraße und bis zum Ende des 18. Jahrhunderts Kammerbothen Gasse. Der mittlere Teil im Bereich der Aegidikirche hieß früher Markt-Platz und war einst der wirtschaftliche Mittelpunkt der Stadt. Hier fand der tägliche Markt statt, auf dem weit gereiste Händler ihre Waren feilboten. Der untere Teil der heutigen Poststraße hieß schlicht Weite Gasse. Seit 1992 ist die Poststraße Fußgängerzone mit Stadtbach und Brunnen. Der Bereich zwischen Spitalkirche und Rathausplatz steht heute unter Ensembleschutz. | weitere Bilder                                                |
| Rainthalstraße (Standort)                    | Flurname | Verläuft von der Untersbergstraße in nordöstlicher Richtung zur Reichenhaller Straße. | An der Rainthalstraße befindet sich das beheizte städt. Freibad Schwarzbach/Marzoll. |                                                               |
| Rathausplatz (Standort)                      | | | Erst nach dem großen Stadtbrand von 1834 wurde im Zuge des Neuaufbaus der Stadt der Rathausplatz ein zentraler Platz der Stadt. Das Alte Rathaus wurde um 1850 an Stelle des alten Boblmetzgerhauses errichtet, und am Platz des Neuen Rathauses befand sich zu dieser Zeit noch das Arnschinkhaus, in dem sich die Läden und Stände des täglichen Marktes befanden. 1905 wurde der Wittelsbacherbrunnen errichtet und der Marktplatz in Wittelsbacherplatz (nach dem Hause der Wittelsbacher) umbenannt. Während der NS-Zeit hieß der Rathausplatz Platz der SA. Heute steht der Rathausplatz unter Ensembleschutz und ist seit 1992 Fußgängerzone. | weitere Bilder                                                |
| Rauchbichl (Standort)                        | Hofname | Sackgasse, zweigt nördlich der Staufenstraße von der Schmalschlägerstraße ab. | |                                                               |
| Rehwinkel (Standort)                         | Nach der Art der Rehe | Sackgasse, zweigt von der Schmalschlägerstraße in östlicher Richtung ab. | |                                                               |
| Reichenbachstraße (Standort)                 | Nach Georg Friedrich von Reichenbach, Erfinder der Wassersäulenmaschine. Erbaute 1809 die Soleleitung nach Rosenheim sowie 1817 die Soleleitung von Berchtesgaden nach Bad Reichenhall. Und nach Karl Reichenbach (* in Mannheim, † 1868 in Reichenhall), Verwandter des Georg von Reichenbach. Erhielt als Salinenkunstmeister von König Ludwig I. den Auftrag zum Neubau des Hauptbrunnhaues und der vier neuen Sudhäuser der Saline nach dem Stadtbrand 1834.                                                      | Führt als Verlängerung der Kammerbotenstraße durch die Bahnunterführung an der Neuen Saline und an den Tennisplätzen vorbei bis zur Loferer Straße.                                                                          | In der Reichenbachstraße befindet sich seit den 1920er Jahren die Saline von Bad Reichenhall, die mit modernerer Technik die Salzherstellung aus Sole in der Alten Saline schrittweise ersetzte. Ebenfalls an der Straße befand sich lange Zeit der Fischerbräu, der Brauereigasthof einer der vielen Brauereien der Stadt. Nachdem der Gasthof mit dem großen Saal in den 1980er Jahren abgerissen wurde, erinnert daran nur noch die Straße mit dem Namen Fischerbräuwiese. Im weiteren Verlauf säumen die Reichenbachstraße viele Wohnhäuser, die größtenteils als sozialer Wohnungsbau durch die Stadt errichtet wurde. Gegenüber der Einmündung der Riedelstraße ist seit den 1970er Jahren die Freiwillige Feuerwehr Bad Reichenhall untergebracht, kurz vor der Einmündung in die Loferer Straße (B20/B21) wurde in den 2010er Jahren ein neues Gebäude für die Bergwacht Bad Reichenhall errichtet. Der alte Salinenstadl, der sich gegenüber dem Parkplatz der Neuen Saline befindet, wurde vor der Errichtung eines Discountmarktes abgebaut, im Salzburger Freilichtmuseum im benachbarten Großgmain wieder aufgebaut und kann dort besichtigt werden. |                                                               |
| Reichenhaller Straße (Standort)              | | Von der Teisendorfer Straße bis zur Grenze Schwarzbach (zugleich B 21). | Eine der wenigen Straßen in Bad Reichenhall mit drei-stelligen Hausnummern. Sie ist mit deutlich über 4 km die längste Straße im Gesamten Stadtgebiet. |                                                               |
| Reifenstuelstraße (Standort)                 | Nach Hans und Simon Reiffenstuel, Erbauer der Soleleitung von Bad Reichenhall nach Traunstein. | Parallelstraße zur Pflegerpointstraße; zweigt kurz hinter der Amerangstraße von der Alten Thumseestraße ab und führt über die Einmündung der Pflegerpointstraße zurück auf die Alte Thumseestraße. Teilweise Anliegerstraße. | Anders als die sonnigen Südhänge von Nonn und Karlstein liegt das Gebiet um die Reifenstuelstraße, bedingt durch die Nähe zu den Hängen des Müllnerbergs, in den Wintermonaten teilweise ganztägig im Schatten der Berge. Einheimische nennen diesen Bereich, in Anlehnung an einen Direktvertreiber für Tiefkühlprodukte, deshalb abfällig bofrost-Viertel. |                                                               |
| Richard-Wagner-Straße (Standort)             | Benannt nach dem Komponisten Richard Wagner. | Sackgasse, Querstraße der Adolf-Schmid-Straße. | |                                                               |
| Riedelstraße (Standort)                      | Nach Emil von Riedel, bayerischer Finanzminister und Ehrenbürger der Stadt, hat durch Befürwortung und Mitbewilligung zum Bau des Kurhauses und der neuen Gradierwerke beigetragen. | Führt von der Luitpoldstraße über Kurfürstenstraße zum Städt. Krankenhaus und weiter zur Reichenbachstraße. | Das Städt. Krankenhaus und einige denkmalgeschützte Objekte befinden sich in der Riedelstraße. |                                                               |
| Rinckstraße (Standort)                       | Ernst Rinck, * 15. Dezember 1801 in Hinterhermsdorf, † 15. Juli 1877 in Reichenhall, ehem. Königlich-sächsischer Zollvereinsinspektor. Erbte das Axelmannstein und errichtete dort ein Solebad und eine Molkekuranstalt. War an der Schaffung des Dianabades mit Inhalation und pneumatischer Kammer gemeinsam mit Dr. Mack und Dr. Georg von Liebig. Ernst Rinck gilt deshalb als Mitbegründer des Kurortes, er ist Ehrenbürger der Stadt.                                                                           | Verläuft von der Bahnhofstraße über die Mackstraße und die Salzburger Straße zum Kirchholz. | Die Rinckstraße zählt zum Ensemble Kurviertel, dort befinden sich unter anderem drei Villen vom Ende des 19. Jahrhunderts, die gesondert unter Denkmalschutz gestellt wurden. |                                                               |
| Römerstraße (Standort)                       | Nach der römischen Villa, die dort ausgegraben wurde. | Fortsetzung der Grenzlandstraße, führt bis zur Untersbergstraße. | Der Name des Ortsteils Marzoll geht auf einen alten römischen Ortsnamen zurück. |                                                               |
| Rosengasse (Standort)                        | Benannt nach den dortigen Rosenzüchtungen. | Verbindet den Unteren Lindenplatz mit der Heilingbrunnerstraße. | Die Rosengasse führt am südlichen Zugang zum Garten des Café Reber vorbei, am westlichen Eingang der Gasse befindet sich ein Wohnhaus, das unter Denkmalschutz steht. |                                                               |
| Rosenstraße (Standort)                       | Nach der Pflanzengattung der Rosen | Führt von der Nonner Straße zur Lilienstraße, zum Kirchberger Ring und zur Nelkenstraße. | Wohngebiet, durchgängig Tempo-30-Zone |                                                               |
| Rupertiweg (Standort)                        | Nach dem hl. Rupert von Salzburg. | Sackgasse, zweigt von der Barbarossastraße in südlicher Richtung ab. | |                                                               |
| Saalachweg (Standort)                        | Nach der Saalach | | Fußweg östlich der Luitpoldbrücke bis zum Südtiroler Platz. |                                                               |
| Saalachstraße (Standort)                     | Benannt nach der Saalach | Verlängerung der Frühlingstraße bis zur Teisendorfer Straße. | |                                                               |
| Salinenstraße (Standort)                     | Benannt nach dem Standort der Solequellen und der Saline der Stadt | Straßenzug Ludwigstraße / Tiroler Straße. | Vor dem großen Stadtbrand 1834 war der Platz vor der Alten Saline neben einem großen Salzmagazin der Mittelpunkt der Stadt. Am Salzmagazinplatz wurde täglich das Salz der Saline auf unzählige Wagen geladen und in alle Himmelsrichtungen transportiert. Heute befindet sich dort der Beamtenstock der Alten Saline, der in den 1830er Jahren von Friedrich von Gärtner erbaut wurde. |                                                               |
| Salzburger Straße (Standort)                 | Frühere Ausfallstraße der Stadt in Richtung Salzburg. | Verlängerung der Ludwigstraße. Ab Hotel Luisenbad über das Axelmannstein, das Münster St. Zeno bis zum Landratsamt. | Westlicher Teil heute Fußgängerzone. Vor dem Bau der Umgehungsstraße (Loferer Straße, B20/B21) und der Eröffnung der Fußgängerzone bildete der Straßenzug Salzburger Straße – Ludwigstraße – Salinenstraße – Kammerbotenstraße die Hauptverkehrsachse durch die Stadt. Entlang der Straße finden sich zahlreiche denkmalgeschützte Objekte, neben dem Hotel Axelmannstein, dem Staatlich-Städtischen Kurmittelhaus und dem Münster St. Zeno und dem Friedhof St. Zeno sind dies der Hofwirt, die Villa Karg (heute Teil des Karlsgymnasiums) sowie mehrere Villen aus der Zeit um 1900 im westlichen und mehrere Bauernhöfe im östlichen Teil. Mit 2,1 km ist sie eine der längsten Straßen im Stadtgebiet. |                                                               |
| Schachtstraße (Standort)                     | Nach einem Luftschacht im Grabenbach. | Verbindet die Post- mit der Ludwigstraße. | Der frühere Name lautete Schinder Gasse, wohl nach einem Schinder (Abdecker) benannt, der hier ansässig war. |                                                               |
| Schillerstraße (Standort)                    | Nach dem deutschen Arzt und Dichter Friedrich Schiller benannt. | Verläuft von der Traunfeldstraße in östlicher Richtung zur über die Vogelthennstraße. | |                                                               |
| Schlechingerweg (Standort)                   | Nach dem Bauerngütl Schlechinger benannt. | Zweigt von der Münchner Allee in südlicher Richtung ab. | |                                                               |
| Schloßberg (Standort)                        | Benannt nach dem Schloss Marzoll. | Sackgasse, beginnt an der Römerstraße und verläuft in südlicher Richtung bis zur Landesgrenze | Außer dem Schloss Marzoll befinden sich die Katholische Pfarrkirche St. Valentin und zwei weitere denkmalgeschützte Objekte am Schloßberg. |                                                               |
| Schmalschlägerstraße (Standort)              | Benannt nach dem Erbauer der Straße: Johann Schmalschläger, Baumeister v. Börlinghausen. | Verläuft von der Staatsstraße 2101 in nordwestlicher Richtung hinauf bis zum Mesnerbauern. | An der Schmalschlägerstraße befinden sich neben der Grundschule und dem Kindergarten Karlstein auch die Wallfahrtskirche St. Pankraz, die Burgruine Karlstein, das Schlössl sowie weitere Gebäude, die unter Denkmalschutz stehen. Ebenfalls an der Schmalschlägerstraße befanden sich die vorgeschichtlichen Siedlungsplätze von Karlstein, deren archäologische Untersuchungen wichtige Erkenntnisse um die Besiedelung des Talkessels während der Stein-, Bronze- und Eisenzeit brachten. |                                                               |
| Schoedtlweg (Standort)                       | Nach einem Villenbesitzer benannt. | Fußweg von der Luitpoldbrücke zur Peilsteinstraße. | |                                                               |
| Schönauer Weg (Standort)                     | | Fuß- und Radweg, verläuft von der Abzweigung Von-Martius-, Staufen- und Langackerstraße zum Hainbuchenplatz. | |                                                               |
| Schroffenstraße (Standort)                   | Flurname, später auch Name des Gasthof Schroffen mit Enzianbrennerei. | Sackgasse. Zweigt von der Kiblinger Straße nahe der Predigtstuhlbahn ab und führt bis zum ehemaligen Gasthof Schroffen. | |                                                               |
| Sebastianigasse (Standort)                   | Nach dem hl. Sebastian benannt. | Verbindet die obere Tiroler Straße mit dem Florianiplatz. | |                                                               |
| Sebastian-Stolz-Straße (Standort)            | Sebastian Stolz war langjähriger 2. Bürgermeister (SPD)sowie Mitbegründer der gemeinnützigen Baugenossenschaft und Miterbauer der Siedlung Glück im Winkel | Verbindungsstraße zwischen Reichenbachstraße und Fischerbräuwiese (Hochhäuser). | |                                                               |
| Seebachstraße (Standort)                     | Benannt nach dem Seebach. | Beginnt bei der Abzweigung von der Langen Gasse und endet am Seebach. | |                                                               |
| Sieben-Palfen-Weg (Standort)                 | Nach dem Berg Sieben Palfen benannt. | Sackgasse, verläuft in nordöstlicher Richtung von der Schmalschlägerstraße zum Fellnerbauern. | |                                                               |
| Söllnerweg (Standort)                        | Nach dem ehemaligen 1. Bürgermeister der Stadt Fritz Söllner (1869–1926) benannt. | Verbindet die Traunfeldstraße mit der Paepkestraße. | Überwiegend Fußweg |                                                               |
| Sonnenstraße (Standort)                      | | Zweigt von der Zwieselstraße westlich ab. | |                                                               |
| Spitalgasse (Standort)                       | Nach der St.-Johann-Spital-Kirche und dem abgebrochenen Bürgerspital benannt. | Verbindungsstraße zwischen Bahnhof- und Poststraße. | |                                                               |
| Staufenstraße (Standort)                     | Nach dem Hausberg von Bad Reichenhall, dem Staufen | Verläuft von der Schmalschlägerstraße bis zur Langackerstraße. | Hieß bis ca. 1950 Holz-Abfuhr-Weg. |                                                               |
| Strailachweg (Standort)                      | Flurname | Verläuft vom Staufensteg zum Gablerhof im Nonner Unterland. | Fußweg/Forststraße |                                                               |
| St.-Pankraz-Straße (Standort)                | Benannt nach dem Namenspatron der Wallfahrtskirche St. Pankraz | Zweig von der Zwieselstraße ab und führt über die Gebersbergstraße zur Staufenstraße. | |                                                               |
| Südtiroler Platz (Standort)                  | In Erinnerung an die Bergbahnpioniere Anton Welponer und Luis Zuegg und aus Solidarität für das 1918 an Italien verlorene Südtirol. | Bei der Talstation der Predigtstuhlbahn. | Hier befindet sich die Talstation der denkmalgeschützten Predigtstuhlbahn, welche die älteste original erhaltene Großkabinenseilbahn der Welt ist. |                                                               |
| Teisendorfer Straße (Standort)               | Benannt nach dem Markt Teisendorf, die Straße ist jedoch keine Ausfallstraße in diese Richtung | Verbindet die Grabenbachstraße mit der B 21. | Weil sich in der sehr kurzen Teisendorfer Straße ungewöhnlich viele Kanaldeckel befinden, wird sie im Volksmund auch gerne Kanaldeckelstraße genannt. |                                                               |
| Thumsee (Standort)                           | Benannt nach dem Thumsee | Am Thumsee. | Landschaftsschutzgebiet, Naherholungsgebiet und Badesee. Die Häuser sind durchlaufend ohne weiteren Zusatz nummeriert. Teilweise auch Am Thumsee. |                                                               |
| Thumseestraße (Standort)                     | Benannt nach dem Thumsee | Führt ab der Luitpoldbrücke über Karlstein zum Thumsee. | Vor dem Bau der Staatsstraße 2101 und der Kretabrücke war die Thumseestraße zwischen dem Gasthof Kaitl und der Luitpoldbrücke die Hauptverkehrsverbindung von Bad Reichenhall über Inzell in Richtung Traunstein. Zur besseren Unterscheidung wird dieser Bereich der Straße im Volksmund auch Alte Thumseestraße genannt. Früher auch Alte Reichenhaller Straße und bis ca. 1920 Traunsteiner Straße. Sie gehört mit ca.1,8 km zu den längsten Straßen im gesamten Stadtgebiet. |                                                               |
| Tiroler Straße (Standort)                    | Benannt nach dem Tiroler Tor, einem Haupttor in der Stadtmauer von Bad Reichenhall. | Verlängert die Salinenstraße bis zur Anton-Winkler-Straße (B 20) | Bis ca. 1800: Oberste Gasse. Der Hauptverkehrsweg von Salzburg nach Tirol führte durch die Stadt Bad Reichenhall, wobei das sich an dieser Stelle befindliche Tor am Ende Gasse klar die Richtung (nach Tirol) angab. Weniger bekannt ist die Bezeichnung Straubinger Tor, da man durch das Tor auch weiter in Richtung Niederbayern reiste. Bis zum Bau der Loferer Straße (Umgehungsstraße) und die Verlegung des Verkehrs durch die Stadt auf die Münchner Allee war das Tiroler Tor der südliche Verkehrsknotenpunkt der Stadt. Hier zweigte der Verkehr auf die Straße nach Berchtesgaden ab. In Richtung Saalachsee war dort, wo sich heute eine Tankstelle befindet, ein Bahnübergang. Lange erinnerte noch die Gaststätte Tiroler Tor an der Tiroler Straße an das ehemalige Stadttor. |                                                               |
| Tivolistraße (Standort)                      | Nach dem Hotel Tivoli benannt. | Verläuft von der Wisbacher- zur Adolf-Schmid- und Baderstraße. | Bis ca. 1910: Kellerweg. |                                                               |
| Tivoiliweg (Standort)                        | Nach dem Hotel Tivoli benannt. | Fußweg, zweigt in südöstlicher Richtung von der Tivolistraße ab. | |                                                               |
| Traunfeldstraße (Standort)                   | Alter Flurname in St. Zeno. | Zweigt von der Frühlingstraße ab und führt zur Loferer Straße (B20/B21). | Früher: Mühlenstraße, nach der Traunfeldmühle, die sich dort befand. |                                                               |
| Triftmeisterau (Standort)                    | Nach dem Triftmeister, der die Holztrift auf der Saalach für das Brennholz der Saline beaufsichtigte. | Westlich der Loferer Straße (zwischen Luitpoldbrücke und Kretabrücke). | |                                                               |
| Triftmeisterweg (Standort)                   | | Zweigt von der Reichenbachstraße bei der Neuen Saline nach Westen ab (weiter als Fußweg entlang der Loferer Straße). | |                                                               |
| Tulpenstraße (Standort)                      | Nach der Pflanzengattung der Tulpen | Sackgasse von der Lilienstraße zur Reihenhausanlage an der Thumseestraße. | |                                                               |
| Tumpenstraße (Standort)                      | Flurname am Tumpen. | Von der Grenzlandstraße in Richtung Bayerisch Gmain (zugleich Kreisstraße 4). | |                                                               |
| Turnergasse (Standort)                       | | Verbindet die Ludwigstraße mit der Rosengasse. | |                                                               |
| Unterer Lindenplatz (Standort)               | Nach der Pflanzengattung der Linden | Verbindet die Ludwigstraße mit der Rosengasse. | Bis etwa 1850 hieß dieser Platz In der Schwemme. In direkter Nachbarschaft der Saline und dem Markt-Platz (heute Poststraße) befand sich hier eine Pferdeschwemme, in der die schmutzigen Pferde gereinigt werden konnten. Heute befindet sich auf dem Unteren Lindenplatz ein Kriegerdenkmal mit Brunnen. |                                                               |
| Untersbergstraße (Standort)                  | Benannt nach dem Untersberg | Verläuft von der Reichenhaller Straße zur Römerstraße. | |                                                               |
| Vogelthennstraße (Standort)                  | Nach dem alten Bauernhof Vogelthenn benannt. | Verbindungsstraße von der Frühling- zur Loferer Straße. | |                                                               |
| Von-Heinleth-Straße (Standort)               | Dr. med. Karl von Heinleth, *7. Juli 1863 in München. Chirurg und Sanitätsrat, von 1895 bis 1931 in Bad Reichenhall. Gründer und Leiter des ersten Sanatoriums 1911. Propagierte den Bau des Saalachkraftwerkes und die Verwendung der Kaiser-Karl-Trinkquelle für Kurzwecke. Erfinder des ersten tragbaren Verbandkastens. Erster Automobilfahrer in Bad Reichenhall und erster Farbfotograf (Lumiere-Verfahren). | Verbindet die Frühling- mit der Paepkestraße. | Früher: Zweibrückenstraße und Staufenstraße. |                                                               |
| Von-Martius-Straße (Standort)                | Benannt nach Carl Friedrich Philipp von Martius, deutscher Naturforscher, Botaniker und Ethnograph. | Verläuft von der Langen Gasse zur Nonner Straße. | |                                                               |
| Waaggasse (Standort)                         | Hier stand einst die städtische Waage. | Befindet sich hinter dem alten Rathaus zwischen Wörgötterplatz und Gasthof Bürgerbräu. | Hier befand sich früher der Milchmarkt, auf dem der Milchhandel abgewickelt wurde. Die Gasse hieß deshalb bis ins 20. Jahrhundert Milchmarkt und vom 12. Jahrhundert bis 1840 Milchgasse. |                                                               |
| Waldweg (Standort)                           | | Von der Salzburger Straße abzweigend entlang des Kirchholzes bis zum Froschhamerweg. | |                                                               |
| Weißstraße (Standort)                        | Josef Weiß, * 3. Februar 1851 in Windberg bei Straubing, † 14. Januar 1910 in Bad Reichenhall. Eisenhändler aus Bogen bei Straubing. Heiratete 1879 in die Familie Wasserman ein, 1891 wurde er in den Magistrat der Stadt gewählt, er war von 1894 bis 1899 Bürgermeister. Unter seiner Amtsführung erwarb die Stadt die sich bis dahin in Privatbesitz befindlichen Gaswerke und die Elektricitäts-Werke Reichenhall.                                                                                               | Verlängerung der Pechmannstraße, verläuft von der Kurfürsten- zur Paepkestraße. | Zwischen Friedrich-Ebert-Allee und Paepkestraße entlang des Rupertusparks nur für Radfahrer und Fußgänger. |                                                               |
| Weitwiesenring (Standort)                    | Flurname Weitwiese. | Zweigt von der Von-Martius-Straße ab und führt im Bogen wieder auf diese zurück. | |                                                               |
| Werkmeisterweg (Standort)                    | Ehemaliges Anwesen zum Werkmeister. | Sackgasse, zweigt von der Münchner Allee in südlicher Richtung ab. | |                                                               |
| Wisbacherstraße (Standort)                   | Franz Wisbacher, *29. Januar 1849 in Ainring, verunglückte am 27. Juni 1912 in Hammerau. Lehrer und Organist in St. Zeno, Heimatdichter. Verfasste das Reichenhaller Lied Von drei Seiten bergumschlossen (Melodie von Karl Hünn). | Verbindet die Ludwig- mit der Tivolistraße. | Früher: Promenadestraße, ab den 1920er Jahren: Hindenburgstraße. Nach dem Ende des NS-Regimes wurde die Straße 1947 in Wisbacherstraße umbenannt. |                                                               |
| Wittelsbacherstraße (Standort)               | Nach dem Adelsgeschlecht Wittelsbach benannt, sie waren ab 1623 Kurfürsten und ab 1806 Könige von Bayern. | Verlängerung der Innsbrucker Straße von der Liebig- bis zur Frühlingstraße. | Bis 1910: Gradirbachstraße. |                                                               |
| Wörgötterplatz (Standort)                    | Nach dem Posthalter Wörgötter benannt. | Zwischen der Post- und Kanalstraße und der Innsbrucker Straße. | Hier befand sich früher auch das Weißgerbertor (auch Mittertor oder Schlaiztor), da sich hier, am sogenannten Mühlbach, das Gerberviertel der Stadt befand. |                                                               |
| Zenostraße (Standort)                        | Nach dem Namenspatron von Kloster und Kirche St. Zeno. | Verbindet die Salzburger Straße mit der Münchner Allee. | An der Zenostraße befinden sich die Mittelschule, die Grundschule St. Zeno und der Campus Reichenhall der IUBH. |                                                               |
| Zunftweg (Standort)                          | Nach der Froschhamer Zunft, die seit über 500 Jahren besteht. | Zweigt von der Münchner Allee in südlicher Richtung ab. | |                                                               |
| Zwieselstraße (Standort)                     | Nach dem Zwiesel benannt. | Zweigt von der Staufenstraße und verläuft bis zum Bruckthal. | |                                                               |